# Těšín
Těšín (polsky Cieszyn  [ˈt͡ɕɛʂɨn]IPA, německy Teschen) je město v jižním Polsku ve Slezském vojvodství, sídlo okresu Těšín. Jedná se o východní, pravobřežní část města, které bylo v důsledku územního sporu po první světové válce rozděleno podél řeky Olše. Západní, levobřežní, část nyní tvoří samostatné město Český Těšín. Pro odlišení od něj a od nerozděleného města před rokem 1920 se v běžném úzu často používá polská podoba názvu anebo neoficiální označení polský Těšín.
Je centrem oblasti nazývané Těšínsko, jednoho ze subregionů (Horního) Slezska rozkládajícího se na obou stranách česko-polské státní hranice mezi Ostravicí a Bělou. Historicky byl sídlem Těšínského knížectví. Na pravém břehu Olše se nachází celé historické jádro města i se Zámeckým vrchem,  Horním a Fryštátským předměstím. Dále tvoří polský Těšín obce připojené již po rozdělení: Blahotice, Bobrky, Bohušovice, Kalubice, Krásná, Kuldov, Marklovice, Mníšek a Pastviska. V prosinci 2023 měl 32 947 obyvatel.
Z geomorfologického hlediska se rozkládá ve Slezském podhůří. Kromě Olše protékají územím města Bobrůvka, Puncovka, Mlýnský kanál (Młynówka) a několik menších potoků.

## Historie

### Založení města

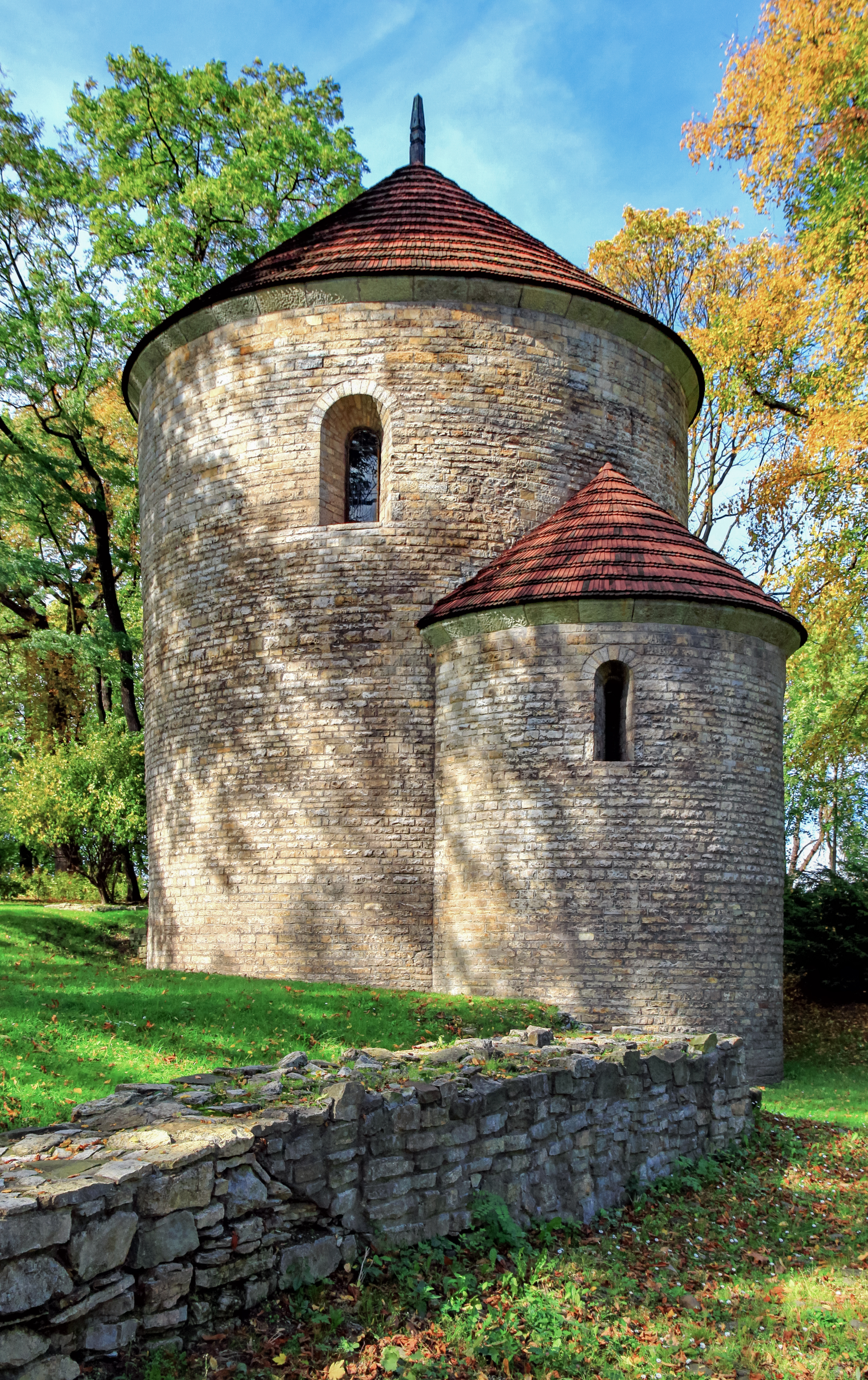
Rotunda sv. Mikuláše a sv. Václava

Těšín je jedním z nejstarších měst Slezska. Podle legendy jej založili roku 810 bratři Bolek, Lešek a Těšek, synové knížete Leška, na místě svého šťastného setkání u pramene, s nímž byla později ztotožněna Studna Tří bratří. Ve skutečnosti však základem města bylo holasické hradiště na Zámeckém vrchu, kde je stálé osídlení doloženo k 10. století. Vzniklo zřejmě po zničení Starého Těšína – hradiště ležícího v dnešní Chotěbuzi-Podoboře – během bojů mezi velkomoravskými vojsky Svatopluka I. a vislanskými kmeny. Jeho význam postupem času rostl a stalo se (zpočátku spolu s obnoveným Starým Těšínem, ten definitivně zanikl v průběhu 11. a 12. století) administrativním, náboženským a hospodářským centrem velké části Slezska. Do druhé poloviny 11. století je datován vznik románské rotundy sv. Mikuláše a sv. Václava, která se dochovala dodnes a je jednou z nejvýznamnějších architektonických památek Slezska (její vyobrazení se dokonce nalézá na reversu současné polské bankovky v nominální hodnotě 20 zlotých). Ve stejné době se začalo rozvíjet podhradí Zámeckého vrchu – základ budoucího města.
První písemná zmínka o Těšíně (v latinské podobě Tescin) pochází z Vratislavské buly papeže Hadriána IV. vydané 23. dubna 1155. Uvádí se v ní jako sídlo kastelánie. Podruhé jsou Těšín (Tessin) a těšínská kastelánie – základ budoucího Těšínska – zmiňovány v listině vratislavského biskupa Vavřince Dolivety z 25. května 1223 týkající se povinnosti platit desátky premonstrátskému klášteru v Rybniku. Někdy mezi rokem 1217 a 1223 byla Těšínu udělena městská práva löwenberského typu. První náměstí a farní kostel vznikly v oblasti původního podhradí kolem dnešního Divadelního náměstí (Plac Teatralny). V dokumentu z roku 1223 se uvádí také předměstí (suburbium), dnešní Fryštátské Předměstí.

### Pod vládou Piastovců
Při prvním dělení Slezska v roce 1172 se Těšín stal součástí ratibořského údělu, jehož osudy sdílel do roku 1290 (v letech 1202–1282 v rámci Opolsko-Ratibořského knížectví), kdy rozdělením Ratibořska vzniklo samostatné Těšínské knížectví. Jeho prvním knížetem se stal Měšek I., zakladatel rodové linie těšínských Piastovců. 24. února 1327 složil kníže Kazimír I. lenní slib českému králi Janu Lucemburskému a od roku 1348 bylo Těšínsko formálně součástí zemí Koruny české. První čtvrtstoletí, do roku 1315, k němu patřilo i Osvětimsko.

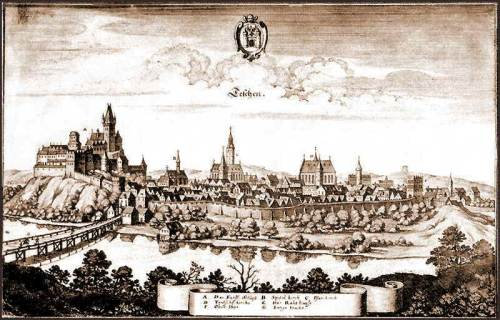
Těšín kolem roku 1640 – mědiryt Matthäusa Meriana

Jako hlavní město Těšín dále získával na významu. Největší rozvoj zaznamenal v období vlády Přemysla I. Nošáka (1358–1410), který završil výstavbu gotického hradu na Zámeckém vrchu a v roce 1374 udělil Těšínu nová městská práva po vzoru Vratislavi. Město se rozšířilo jihovýchodním směrem, bylo vytyčeno nové náměstí s radnicí – dnešní Stary Targ. V té době byla také zřízena funkce purkmistra města (první známý byl Mikuláš Giseler) a založena městská rada. Další etapa rozšiřování Těšína proběhla za Kazimíra II. (1460/77–1528), který v roce 1496 přenesl hlavní náměstí na současné místo, obehnal město novými hradbami a založil zemský soud.
S panováním Václava III. Adama (1528–1579) se pojí nejen zavedení luteránství v knížectví, ale také darování v roce 1545 těšínským měšťanům dominikánských zahrad za kostelem svaté Maří Magdalény, kde byla postupně vybudována čtvrť Nové Město, čímž historické jádro zhruba získalo dnešní podobu. V téže době došlo k zakoupení pozemků za Vyšší bránou (východní městskou bránou) na založení Horního Předměstí. V 17. století se začaly formovat „těšínské Benátky“ – osada řemeslníků pod hradbami u mlýnského náhonu.
Během třicetileté války měla obzvlášť tragický průběh okupace města švédskými vojsky v letech 1645–1647. Při bojích s císařskou armádou na jaře 1646 došlo ke zničení těšínského hradu, který už nikdy nebyl obnoven jako knížecí sídlo. Poslední představitelka těšínských Piastovců – Alžběta Lukrécie – strávila svá poslední léta v rezidenci tvořené čtyřmi domy na hlavním náměstí.

### Období Habsburků

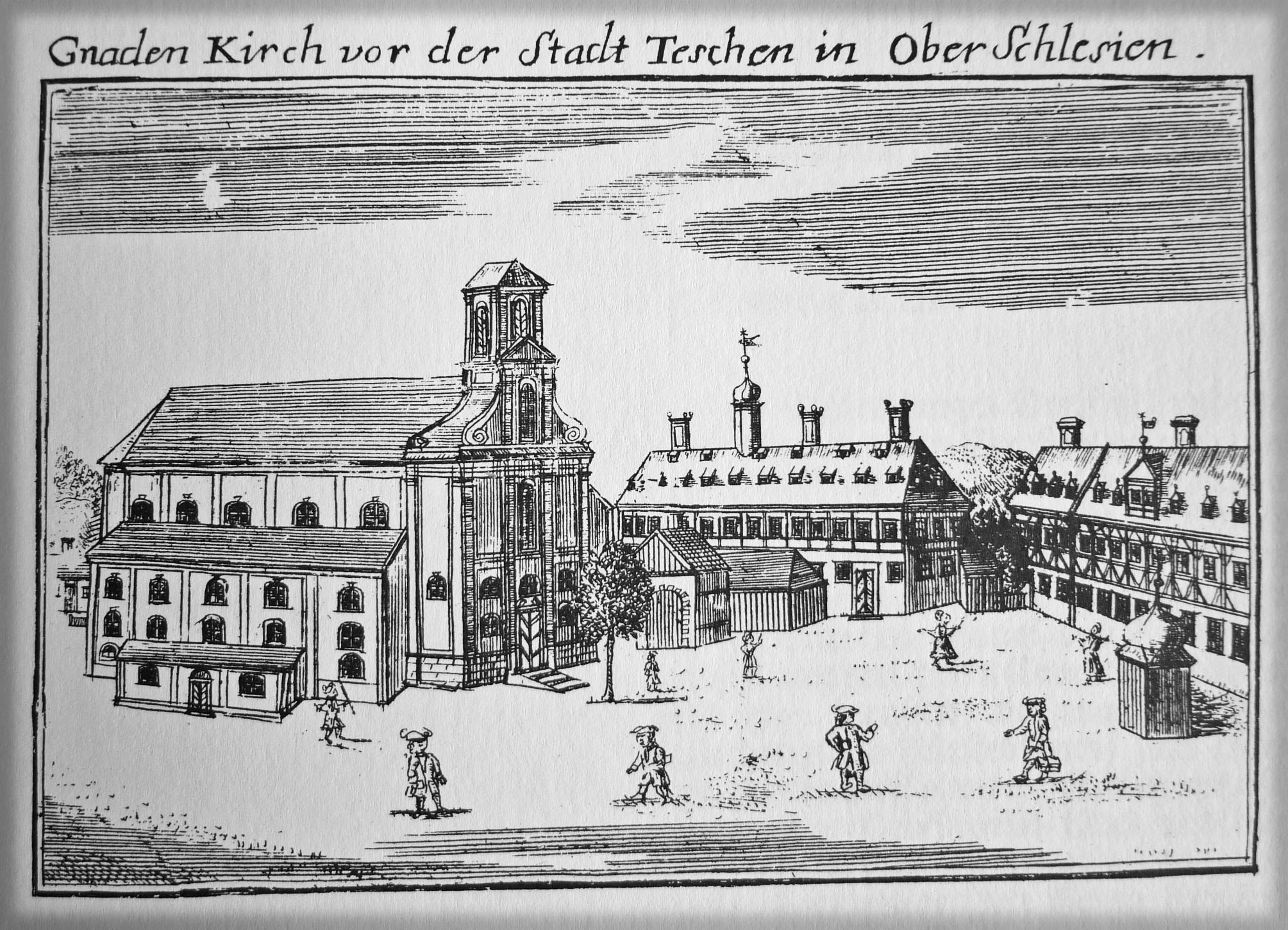
Ježišův kostel na dobové ilustraci z poloviny 18. století

Po smrti Alžběty Lukrécie v roce 1653 knížectví přešlo jako odumřelé léno (odúmrť) na české krále a připadlo Habsburkům. Důsledkem třicetileté války a příchodu nové dynastie, jež nejevila o toto území velký zájem, byla hospodářská a politická stagnace do konce 17. století. I přes rekatolizační snahy Habsburků zůstala část Těšíňanů věrná protestantskému vyznání. V roce 1710 začala výstavba Ježíšova kostela na Horním Předměstí – jednoho z šesti tzv. kostelů milosti ve Slezsku, jejichž vznik umožnil exekuční reces k altranstädské konvenci. U kostela vznikla Tschammerova knihovna.
Postavení města se změnilo po roce 1742, kdy Těšínsko jako jedno z mála území v rozděleném Slezsku zůstalo nadále součástí Habsburské monarchie. S Albertem Kazimírem Sasko-Těšínským (1766–1822), jemuž přinesla knížectví věnem Marie Kristina Habsbursko-Lotrinská, dcera Marie Terezie, začíná nová éra těšínských knížat, kteří v něm vládli přímo a zajímali se o jeho rozvoj,  rovněž v souvislosti s přicházející industrializací. V roce 1794 nechal založit nové předměstí na levém břehu Olše zvané Saská kupa (Sachsenberg) – spolu s Brandýsem a Kamencem zárodek budoucího Českého Těšína. Při reorganizaci státní správy v roce 1783 vznikl Těšínský kraj zahrnující celé historické Těšínsko a malou část Opavska. Po jeho zrušení v roce 1850 se Těšín stal sídlem okresu v korunní zemi Rakouské Slezsko. 

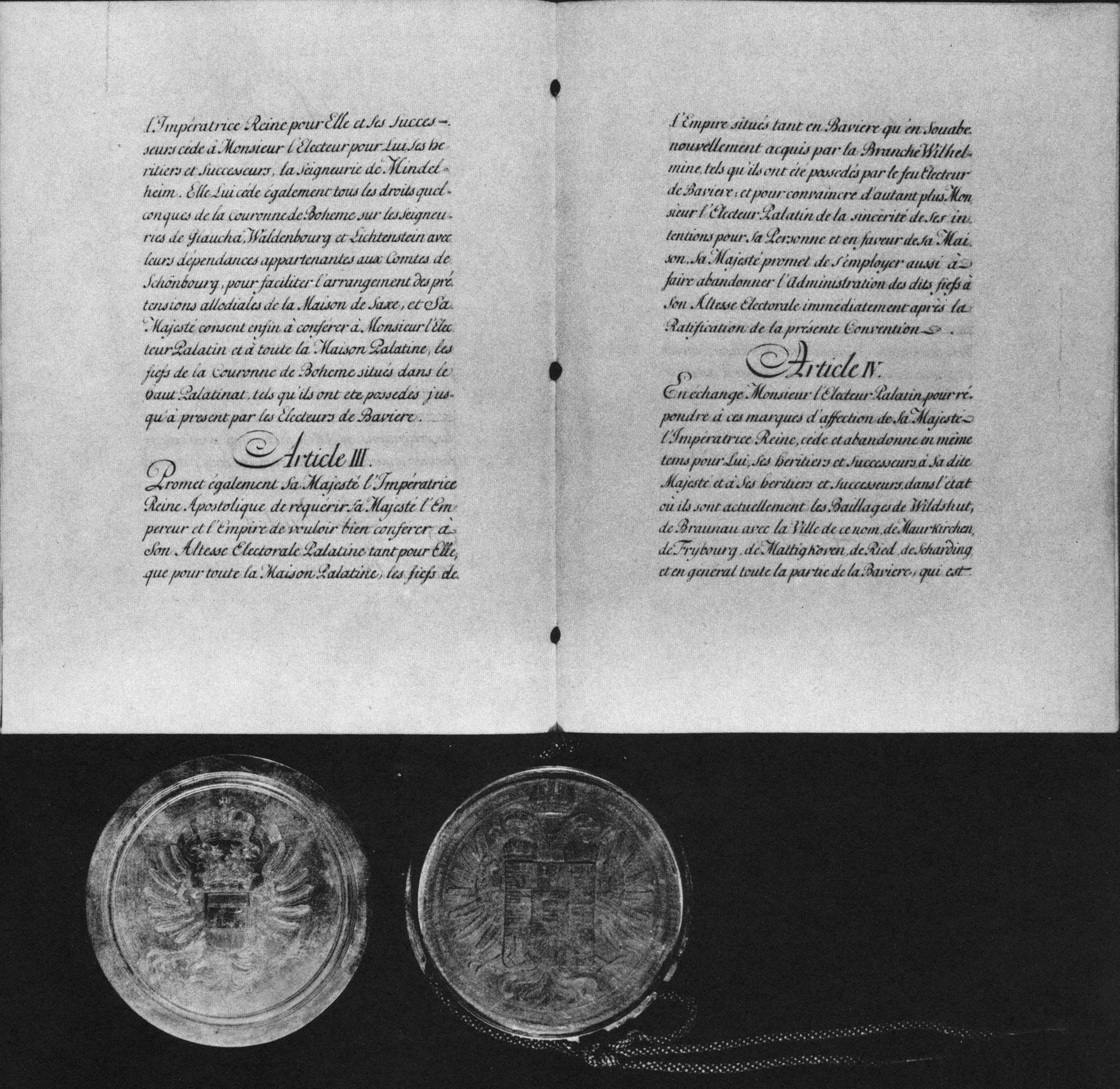
Originál těšínské mírové smlouvy ve francouzském jazyce

13. května 1779 byl za přítomnosti delegátů habsburského Rakouska, Pruska, Saska, Bavorska, Francie, Ruska a Zweibrückenska podepsán těšínský mír ukončující válku o bavorské dědictví. Těšínský mír město na krátkou dobu proslavil po celé Evropě. Na místě Larischových zahrad, ve kterých se konala recepce pro signatáře, se dnes nachází Park Míru pojmenovaný právě na počest této události. Na druhou stranu rozvoj Těšína na sklonku 18. století poznamenala série pohrom, kromě jiného zemětřesení v roce 1786 a požár v roce 1789, který poničil dokonce tři čtvrtiny zástavby. Obnova města pod vedením Karla Jacobiho von Eckholma zásadně ovlivnila současnou podobu historického centra. Nejméně dotčeno bylo Nové Město, kde tak teď paradoxně najdeme nejstarší stavební památky – barokní domy z doby před požárem. V té době došlo také ke zbourání těšínských hradeb.

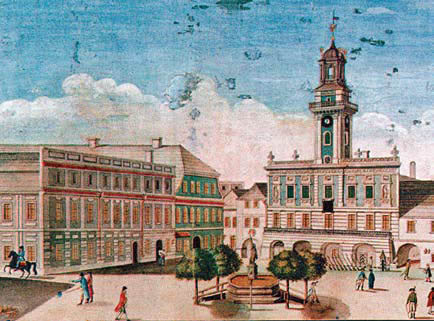
Hlavní náměstí a radnice na ilustraci z roku 1802

Počátek 19. století se nesl ve znamení kulturního rozvoje Těšína. V roce 1802 zde jezuitský kněz Leopold Scherschnik (Šeršník) založil muzeum – dnešní Muzeum Těšínského Slezska (Muzeum Śląska Cieszyńskiego), nejstarší veřejné muzeum v českých zemích a druhé nejstarší na dnešním území Polska. Šeršníkova knihovna se 12 tisíci svazky odkázaná v roce 1808 městu je základem Těšínské knihovny (Książnica Cieszyńska). V roce 1805 vzhledem k ohrožení Vídně napoleonskými vojsky byl do Těšína přenesen císařský dvůr a vláda rakouské monarchie. Tímto způsobem se Těšín stal na určitý čas hlavním městem mocnářství. Roku 1836 další požár pohltil část města, včetně budovy radnice, kterou znovu postavili v klasicistním stylu v roce 1846 a dochovala se v této podobě do současnosti. Rovněž v roce 1846 byl založen dodnes fungující knížecí pivovar na úpatí Zámeckého vrchu. V letech 1838–1840 byl na místě někdejšího dolního hradu na příkaz arcivévody Karla Ludvíka vybudován klasicistní zámeček podle návrhu Josefa Kornhäusela s rozlehlým parkem. Sloužil jako knížecí letní rezidence a sídlo Těšínské komory spravující knížecí statky.

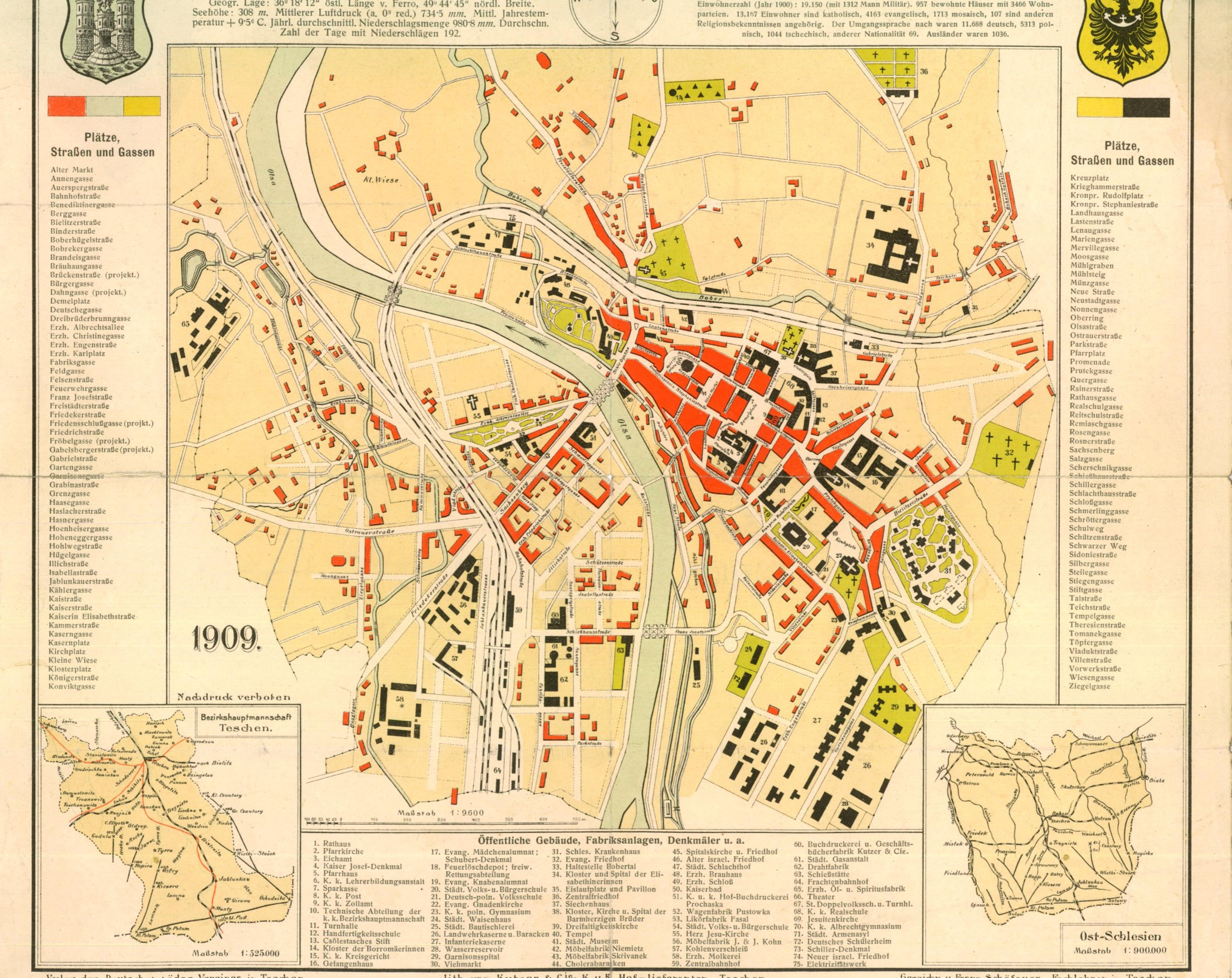
Plán města z roku 1909

Revolučním rokem 1848 začalo období národnostních sporů, které doprovázely politický život města po dalších sto let. Vzájemně soupeřily školské spolky: česká Matice osvěty lidové, polská Macierz Szkolna dla Księstwa Cieszyńskiego a německá Deutsche Schulverein. Vedle sebe existovaly polský Národní dům (Dom Narodowy) na hlavním náměstí, Německý dům (Deutsches Haus) v ulici Głęboka či Slezský dům na Horním náměstí (Górny Rynek), který byl sídlem Slezské lidové strany reprezentující zastánce svébytné slezské národnosti. V roce 1910 žilo v Těšíně 22 489 obyvatel, z toho 61,5 % mluvilo německy, 31,7 % polsky (k polštině se započítávalo i těšínské nářečí), 6,7 % „česky–moravsky–slovensky“ a 0,1 % v jiném jazyce; 67,3 % tvořili katolíci, 22,8 % luteráni, 9,4 % židé a 0,5 % osoby jiného vyznání, především kalvinisté a letniční křesťané.
V roce 1869 byla do Těšína dovedena železnice (Košicko-bohumínská dráha) a v okolí hlavního nádraží na západním břehu Olše (dnešní nádraží Český Těšín) začala vznikat průmyslová čtvrť. Výstavbou Moravsko-slezské dráhy měst v roce 1888 získal Těšín také spojení s Frýdkem a Bílskem a stanici nad Bobrůvkou (dnešní nádraží Cieszyn). Rozvoj průmyslu zde však neprobíhal tak rychle jako v nedalekém Bílsku či na Ostravsku, což vedlo k postupnému poklesu hospodářského významu města v regionu. Nadále však zůstávalo důležitým administrativním a kulturním centrem.  V letech 1914–1916 byl Těšín, konkrétně budova gymnázia na dnešním náměstí Słowackého, sídlem generálního štábu rakousko-uherské armády, v jehož čele stál poslední těšínský kníže Bedřich Rakousko-Těšínský.

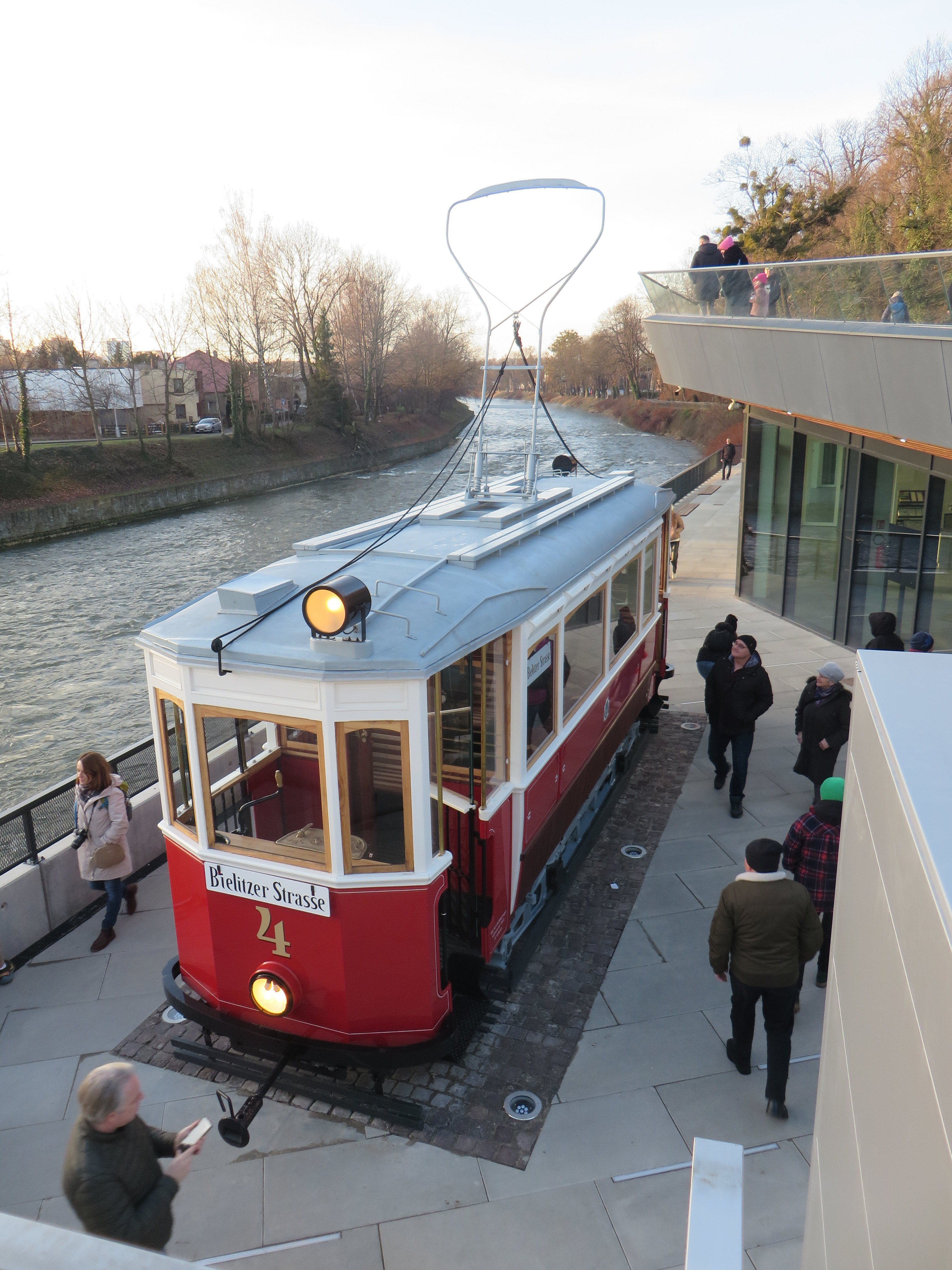
Replika historické tramvaje

V roce 1911 byla ve městě zavedena tramvajová doprava. Její jediná linka dlouhá 1783 m, která spojovala hlavní nádraží s historickým jádrem města měla celkem 11 zastávek. V provozu byly 3 vozy, 4. vůz sloužil jako provozní záloha. V roce 1921 tramvaj ukončila svoji činnost v důsledku rozdělení města. Jako historická připomínka její existence a provozu je ve městě replika této tramvaje.

### Rozdělení města

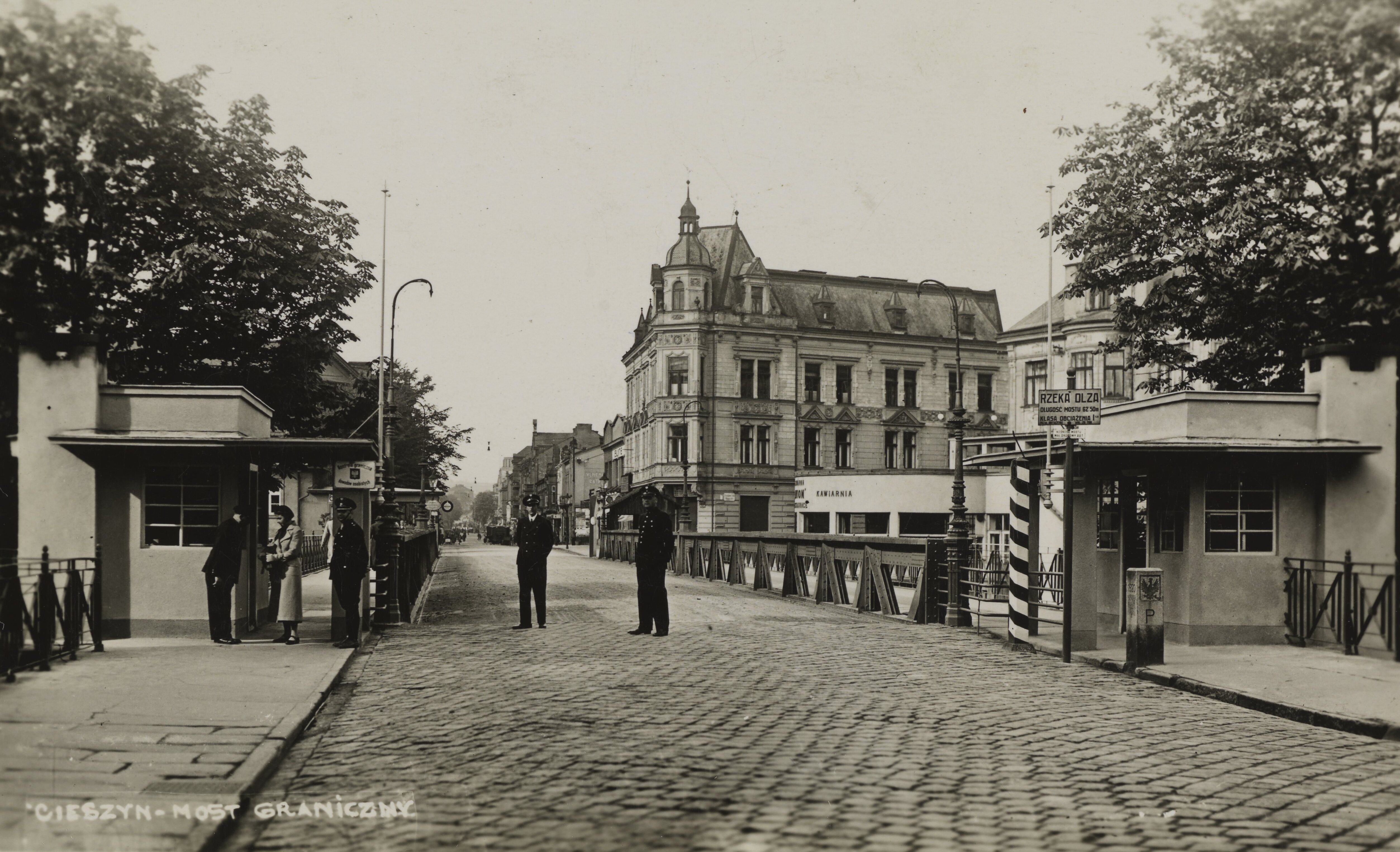
Hraniční přechod na mostě Družby (1938)

Po ukončení první světové války a zániku Rakousko-Uherska se Těšín spolu s celým Těšínskem stal předmětem československo-polského hraničního sporu. Tento spor v lednu 1919 vyústil dokonce v tzv. sedmidenní válku mezi Československem a Polskem. Plánovaný plebiscit se nakonec nekonal a o rozdělení regionu rozhodla pařížská Konference velvyslanců dne 28. července 1920. Město Těšín bylo rozděleno podle řeky Olše: historické jádro s Horním a Fryštátským předměstím připadlo Polsku (autonomnímu Slezskému vojvodství), zatímco levobřežní průmyslová část s hlavním vlakovým nádražím a zhruba třetinou obyvatel se stala součástí Československa – vzniklo nové město Český Těšín.

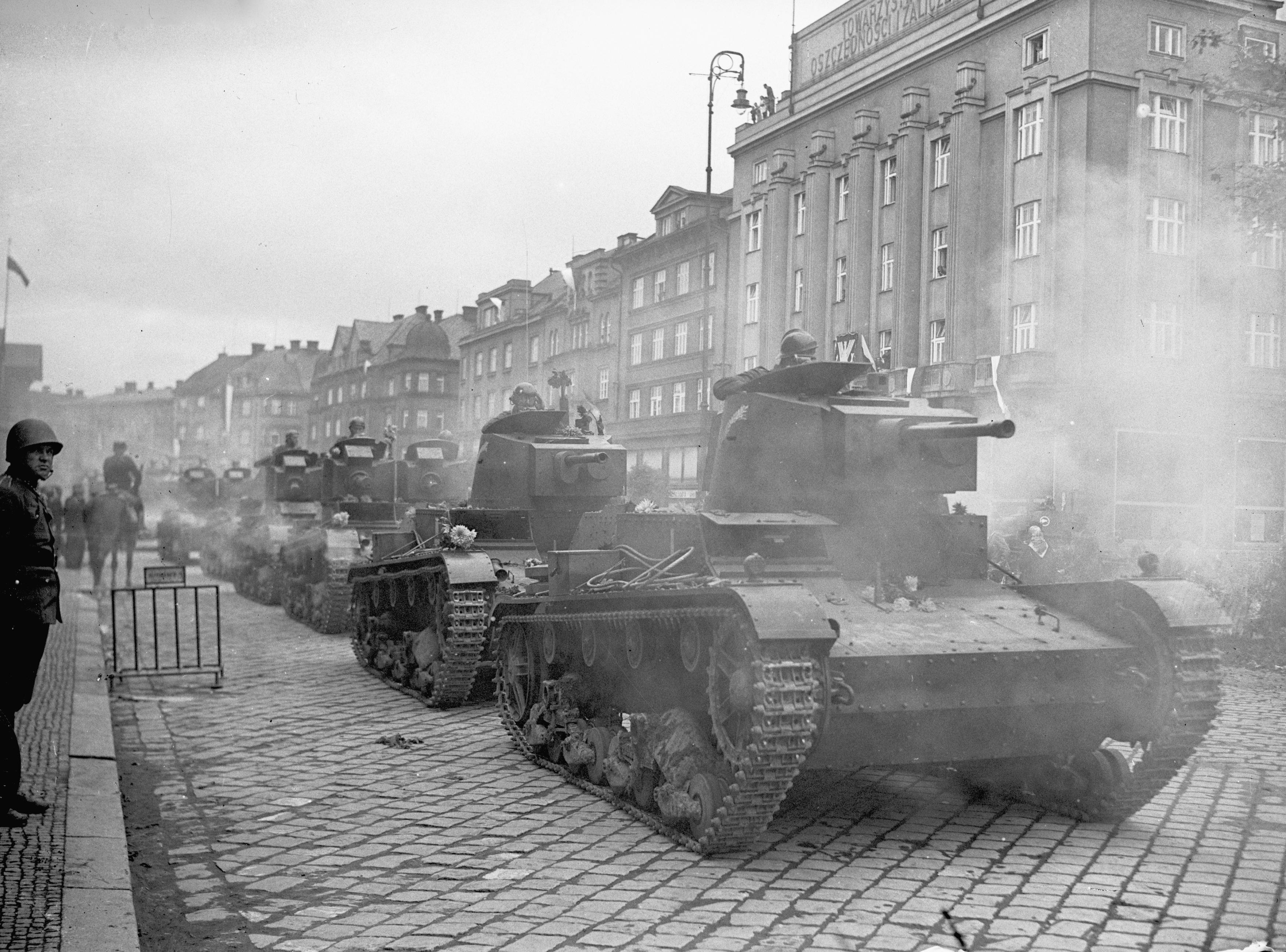
Polská armáda vjíždí do Českého Těšína v říjnu 1938

Zatímco Český Těšín prožíval stavební boom a bývalé předměstí Saská kupa se proměnilo v moderní městské centrum s vlastním náměstím a řadou funkcionalistických architektonických skvostů, pro polský Těšín znamenala nová hranice ztrátu dosavadního významu a sociálně-hospodářskou stagnaci. V roce 1923 byly připojeny Blahotice (Błogocice), původně část Svibice, která se ocitla na československé straně, a v roce 1932 obec Bobrky (Bobrek), jež v mnohém převzala úlohu odtrženého území Českého Těšína coby průmyslového předměstí a hlavního směru urbanistického vývoje. Roku 1934 byla dokončena železniční trať (polský) Těšín – Žibřidovice, která měla nahradit dosavadní spojení se zbytkem Horního Slezska a Severní dráhou Ferdinandovou prostřednictvím Košicko-bohumínské dráhy. Zdlouhavé hraniční kontroly vedly ke zrušení tramvajové dopravy k dubnu 1921. 
K opětovnému spojení obou částí došlo po anexi západního Těšínska („Záolší“) Polskem v říjnu 1938, což udržela v moci i nacistická správa v letech 1939 až 1945. Tehdy byl Těšín sídlem Landkreis Teschen v provincii Horní Slezsko přímo začleněné do Říše.
Po druhé světové válce se hranice vrátily do podoby z roku 1920. Úvahy o případné výměně západního Těšínska za některá z nových polských teritorií na západě (například v oblasti Kladska či Hlubčicka) utnula československo-polská smlouva o přátelství z roku 1947 a s konečnou platností spor ukončila Smlouva o konečném vytyčení hranic mezi ČSR a PLR podepsaná 13. června 1958. Těšín zůstal rozdělený.

### Polský Těšín po roce 1945

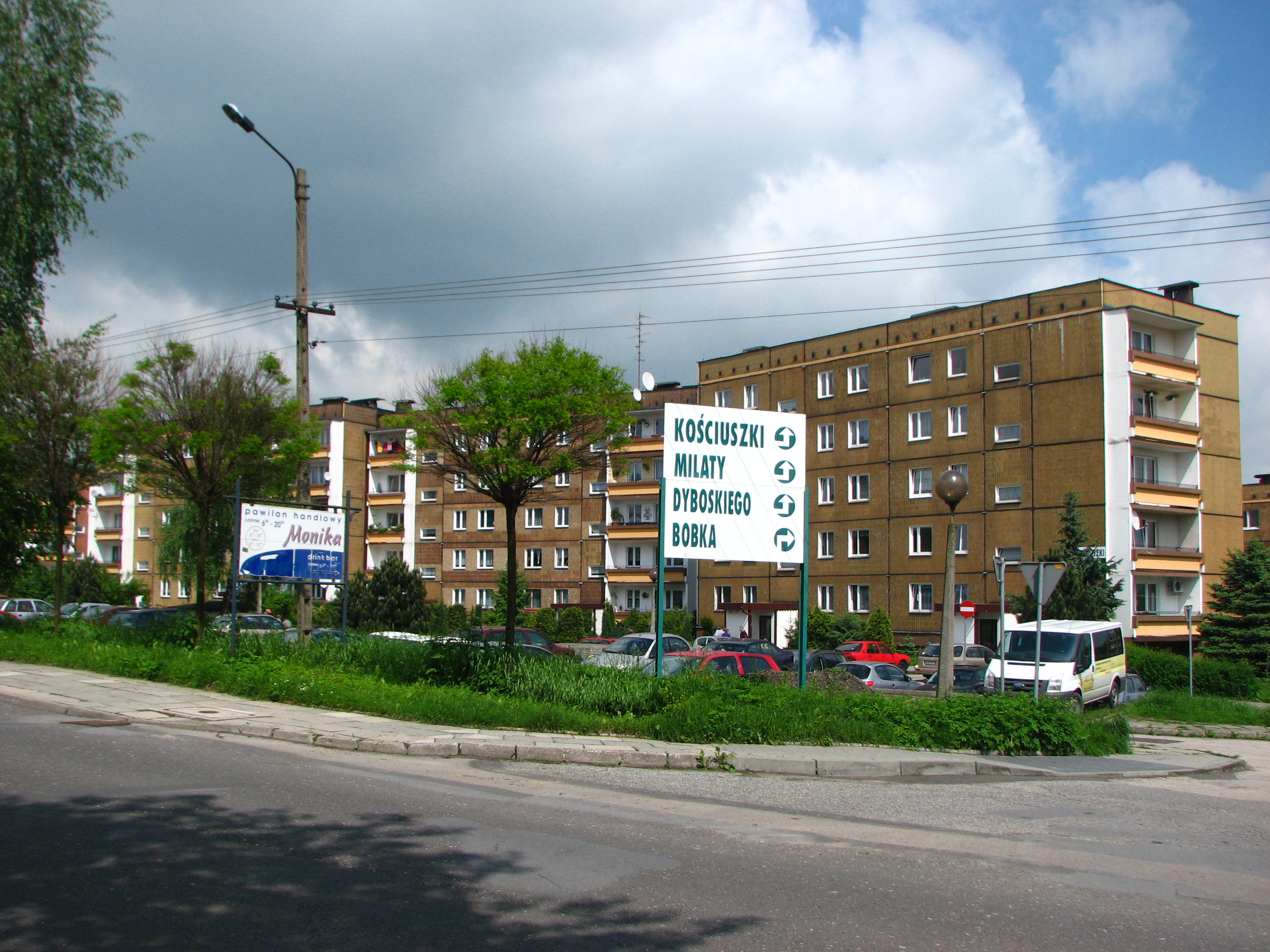
Sídliště Bobrky-západ (2010)

Za druhé světové války utrpěl Těšín jen minimální škody. V září 1939 byly zničeny dvě synagogy a dvakrát odstupující armády, v roce 1939 polská, v roce 1945 německá, vyhodily do povětří oba těšínské mosty, což poškodilo i některé okolní budovy, například kavárnu Avion znovu postavenou až v roce 2010. Rudá armáda obsadila město bez boje 3. května 1945. Zatímco Český Těšín si díky početné polské menšině a později také přílivu Slováků či Vietnamců udržel mnohonárodnostní ráz, polský Těšín se v důsledku vyhlazení své židovské populace a odsunu nebo postupné asimilace místních Němců stal etnicky jednotvárným městem – v roce 2002 se k polské národnosti hlásilo 96,9 % obyvatel. Zachoval si však náboženskou pestrost: vedle katolické většiny se zhruba 15 % obyvatel hlásí k evangelicko-augsburské církvi, existuje též významná letniční komunita.

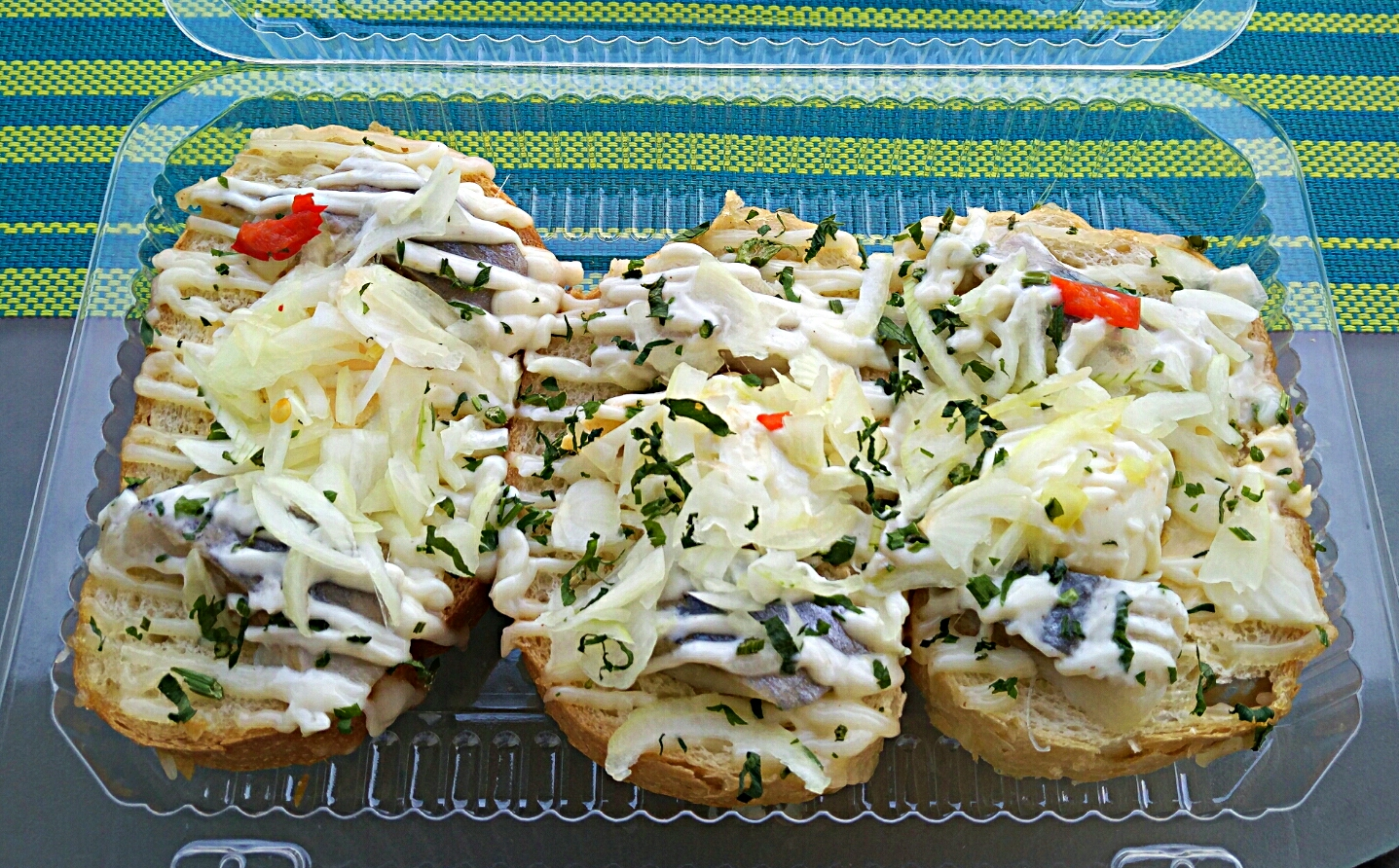
Těšínské sleďové chlebíčky

Hospodářský život polského Těšína v období socialismu se opíral o několik průmyslových podniků střední velikosti: strojírenské závody CELMA, továrna na nářadí CEFANA, továrna na zdrhovadla ZAMPOL, továrna na barvy a laky POLIFARB Cieszyn, pletařské závody JUVENIA, továrna na technické součástky FACH, továrna na stolní náčiní POLWID, továrna na topná zařízení TERMIKA, Experimentální podnik hornické telemechaniky ELEKTROMETAL a cukrovinkárna OLZA, která proslula především oplatkami Prince Polo (známé též pod názvem Siesta). Oplatky získaly velkou popularitu na Islandu a byly tam vyváženy výměnou za dodávky severoatlantických sleďů, což přispělo k popularizaci těšínských sleďových chlebíčků prodávaných od 70. let 20. století v obchodech potravinářského družstva PSS Społem.
V 70. a 80. letech byla vybudována panelová sídliště: Podgórze (nazývané též Banotówka), Liburnia, Piastowskie a Bobrky-západ (Bobrek Zachód). Předtím v 50. letech vzniklo sídliště Mały Jaworowy navazující na zástavbu Horního Předměstí a v 90. letech začala po šesti domech přerušená výstavba sídliště Bobrky-východ (Bobrek Wschód). Roku 1973 byly připojeny Bohušovice (Boguszowice), Kalubice (Kalembice), Krásná (Krasna), Kuldov (Gułdowy), Mníšek (Mnisztwo) a Pastviska (Pastwiska), roku 1975 pak ještě Marklovice (Marklowice). V letech 1975 až 1998 spadal polský Těšín pod Bílské vojvodství, předtím patřil Katovickému a od roku 1999 je součástí Slezského vojvodství. V roce 1971 došlo k transformování učitelského semináře v Bobrkách na pobočku Slezské univerzity v Katovicích – nyní je Těšín sídlem Fakulty umění a vzdělávacích věd (Wydział Sztuki i Nauk o Edukacji).

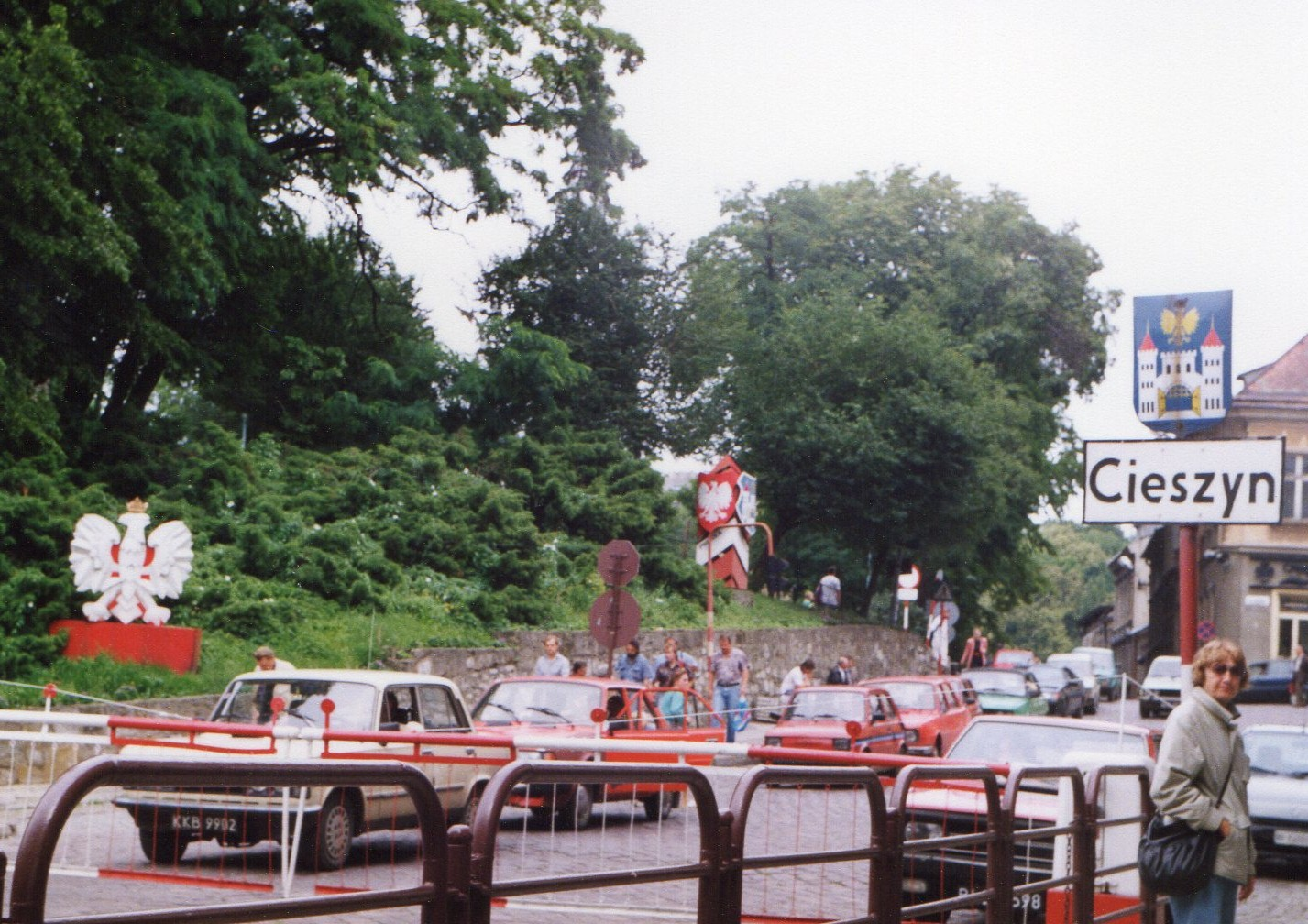
Fronta k hraničnímu přechodu na mostě Družby (1993)

V roce 1991 vznikl severní obchvat města dnes tvořící jeden z úseků rychlostní silnice S52 (dříve S1) a v Bohušovicích byl zprovozněn největší co do rozsahu infrastruktury a počtu odbavených vozidel hraniční přechod mezi Polskem a Československem/Českem s 760 m dlouhým silničním mostem překlenujícím údolí Olše. Velkého významu nabyly v 90. letech těšínské středeční a sobotní trhy hojně navštěvované obyvateli českého příhraničí a celkově přeshraniční obchod. Odhaduje se, že hranici překračovalo na 45 tisíc lidí denně, z toho jen pět tisíc tvořili „obyčejní“ turisté a osoby mířící dále do vnitrozemí. Důležitým fenoménem té doby byli tzv. „mravenci“ (polsky mrówki) čili pašeráci, kteří dennodenně pendlovali mezi polským a Českým Těšínem a pokaždé přenášeli maximální povolené množství alkoholu a cigaret, aby je pak výhodně prodali na druhé straně hranice.

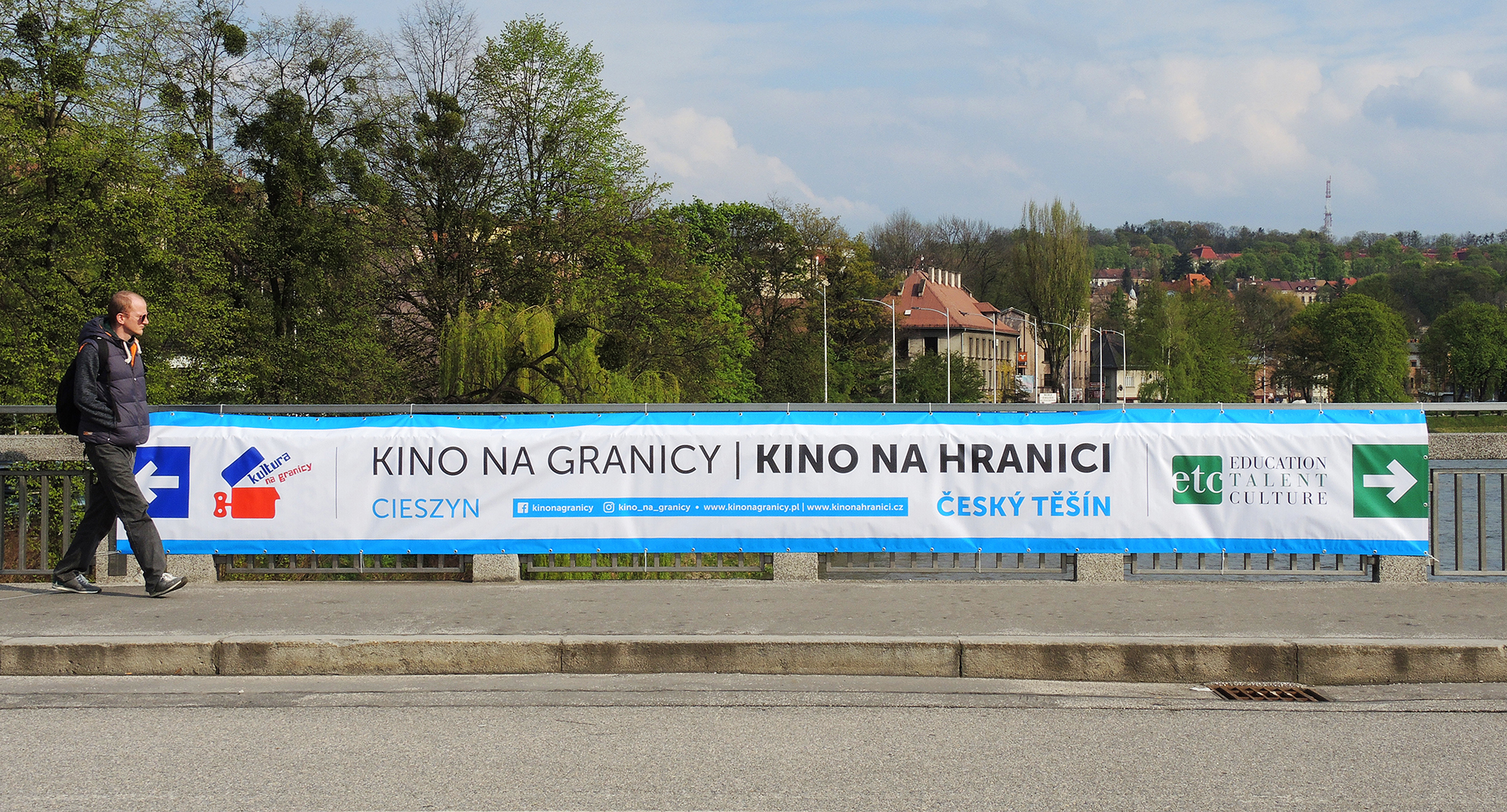
Plakát propagující festival Kino na hranici na mostě Družby (2017)

Novou kapitolu v dějinách Těšína otevírá vstup Polska a České republiky do Schengenského prostoru v roce 2007. S odstraněním hraničních závor se obě části rozděleného města začaly opět sbližovat, zejména v rovině kulturní spolupráce a společné propagace či investic jako byl projekt zvelebení nábřeží Olše pod heslem Zahrada dvou břehů dokončený v roce 2019 nebo probíhající od roku 2020 projekt Po stopách těšínské tramvaje zahrnující mj. rekonstrukci pěší zóny a výstavbu nového turistického centra na místě bývalé celnice u mostu Družby. Rovněž v oblasti každodenního života tvoří Těšín v 21. století v některých ohledech opět jedno město, na druhou stranu však postrádá například společnou síť městské hromadné dopravy. Od roku 1998 je Těšín sídlem euroregionu Těšínské Slezsko. Od roku 1999 hostí filmový festival Kino na hranici, v letech 2002 až 2005 se zde konal také festival Nowe Horyzonty.

## Části města

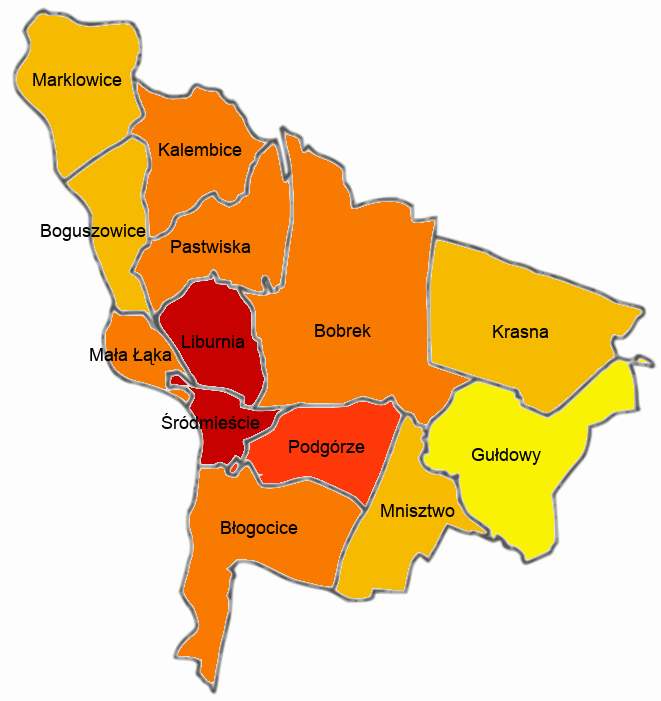
Sídelní jednotky polského Těšína (zbarvení podle hustoty zalidnění v roce 1997)

Těšín se formálně nedělí na samosprávné městské části, nicméně pro potřeby územní plánování byly určeny tzv. sídelní jednotky, které částečně odpovídají historickým čtvrtím a obcím postupně připojovaným ve 20. století.
- Střed (Śródmieście) – zahrnuje historické jádro města a přilehlé oblasti včetně většiny Horního předměstí;
- Liburnia – zahrnuje historické Fryštátské předměstí a panelová sídliště Liburnia (název pochází od zkomolení německého pomístného jména Lindeburn) a Piastowskie;
- Malá Louka (Mała Łąka) – severozápadně od Středu, při soutoku Olše a Bobrůvky; původně jedna z městských luk (tzv. Velká louka se rozprostírala v centru dnešního Českého Těšína), ještě v roce 1869 čítala jen deset domů; s výstavbou městské elektrárny a jatek v druhé polovině 19. století začala její proměna ve spíše průmyslovou čtvrť;
- Podgórze – zahrnuje jižní část dříve samostatné obce Bobrky s kampusem Slezské univerzity a panelovým sídlištěm Podgórze a také část Horního předměstí s areálem městské nemocnice;
- Blahotice (Błogocice)	– původně pravobřežní část Svibice připojená v roce 1923; jako sídelní jednotka zahrnuje nejen vlastní Blahotice, ale také nejjižnější cíp Bobrků a část Horního předměstí s areálem kasáren a sídlištěm Mały Jaworowy;
- Bobrky (Bobrek) – severní část původní stejnojmenné obce připojené v roce 1932 s panelovými sídlišti Bobrky-západ (Bobrek Zachód) a Bobrky-východ (Bobrek Wschód);
- Bohušovice (Boguszowice) – vesnice připojená v roce 1973; nachází se tady hlavní silniční hraniční přechod do České republiky (byť samotná kontrolní stanoviště, kde je nyní obchodní centrum, ležela již na území Pastvisk);
- Kalubice (Kalembice) – vesnice připojená v roce 1973; okrajová čtvrť na severu města s převahou rodinných domů;
- Krásná (Krasna) – vesnice připojená v roce 1973; okrajová čtvrť na východě města s převahou rodinných domů;
- Kuldov (Gułdowy) – okrajové území na východě města, které dříve spadalo pod Krásnou a s ní bylo připojeno v roce 1973;
- Marklovice	(Marklowice) – nejsevernější část Těšína, vesnice připojená v roce 1975; nachází se tady rozlehlý industriální areál továrny na barvy a laky POLIFARB Cieszyn;
- Mníšek  (Mnisztwo) – vesnice připojená v roce 1973; okrajová čtvrť na jihovýchodě města s převahou rodinných domů;
- Pastviska (Pastwiska) – vesnice připojená v roce 1973; jejím středem byla protažena rychlostní silnice S52, nachází se tady mimoúrovňová křižovatka Cieszyn Zachód (Těšín-západ); název je odvozen od polí kdysi využívaných těšínskými měšťany jako pastviny;

## Pamětihodnosti a turistické cíle

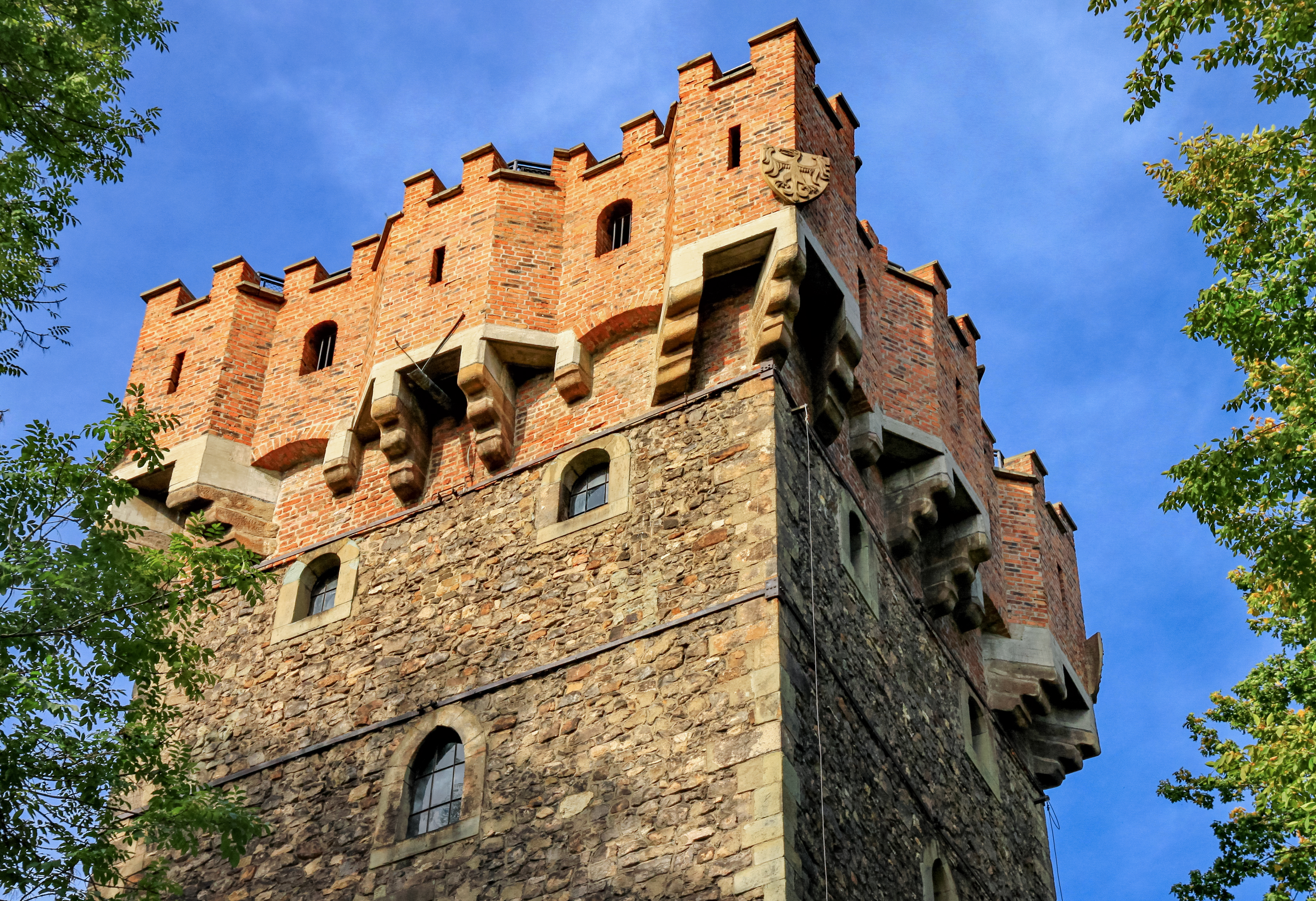
Piastovská věž

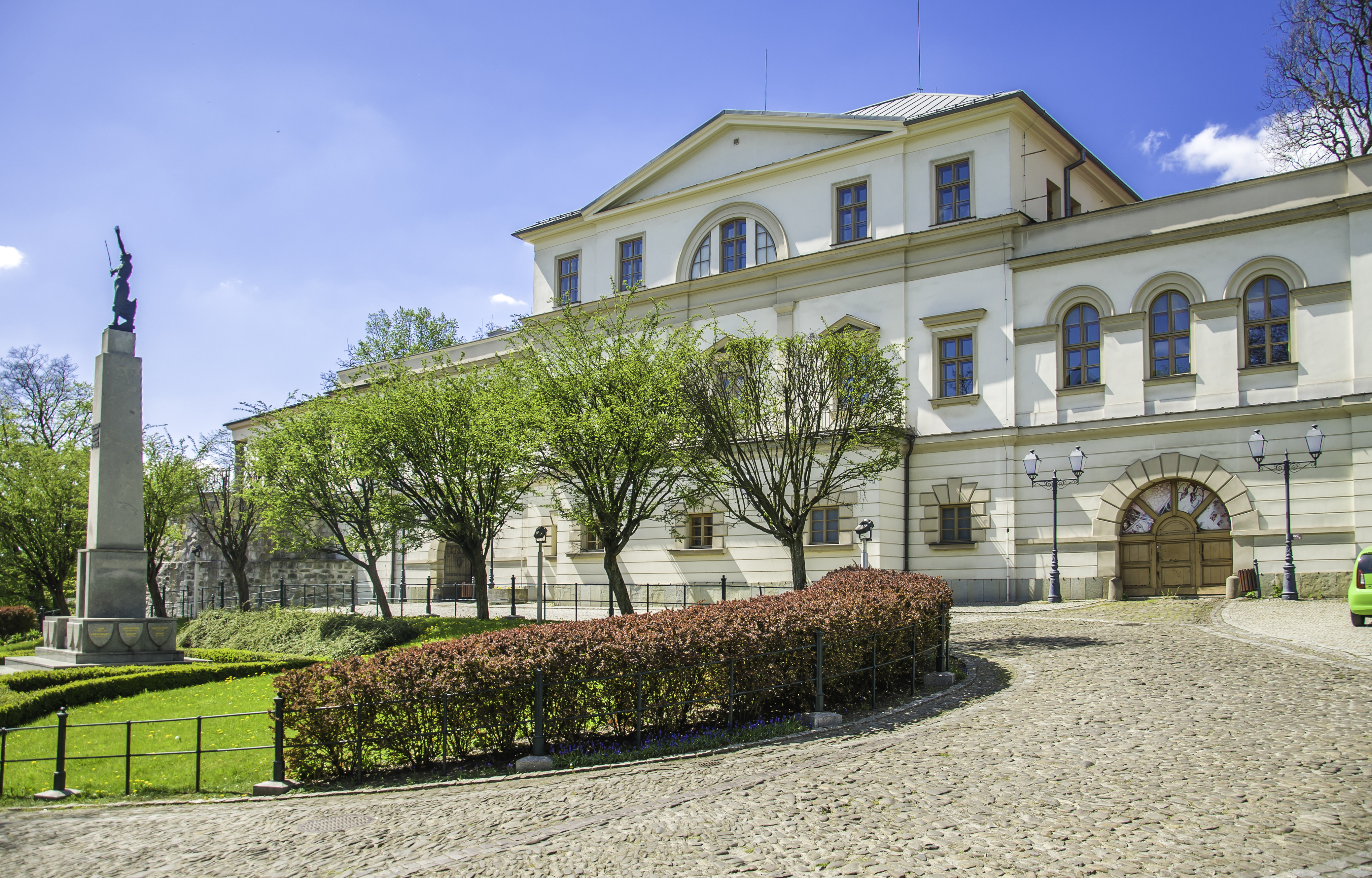
Lovecký zámeček Habsburků (vlevo Pomník slezským legionářům)

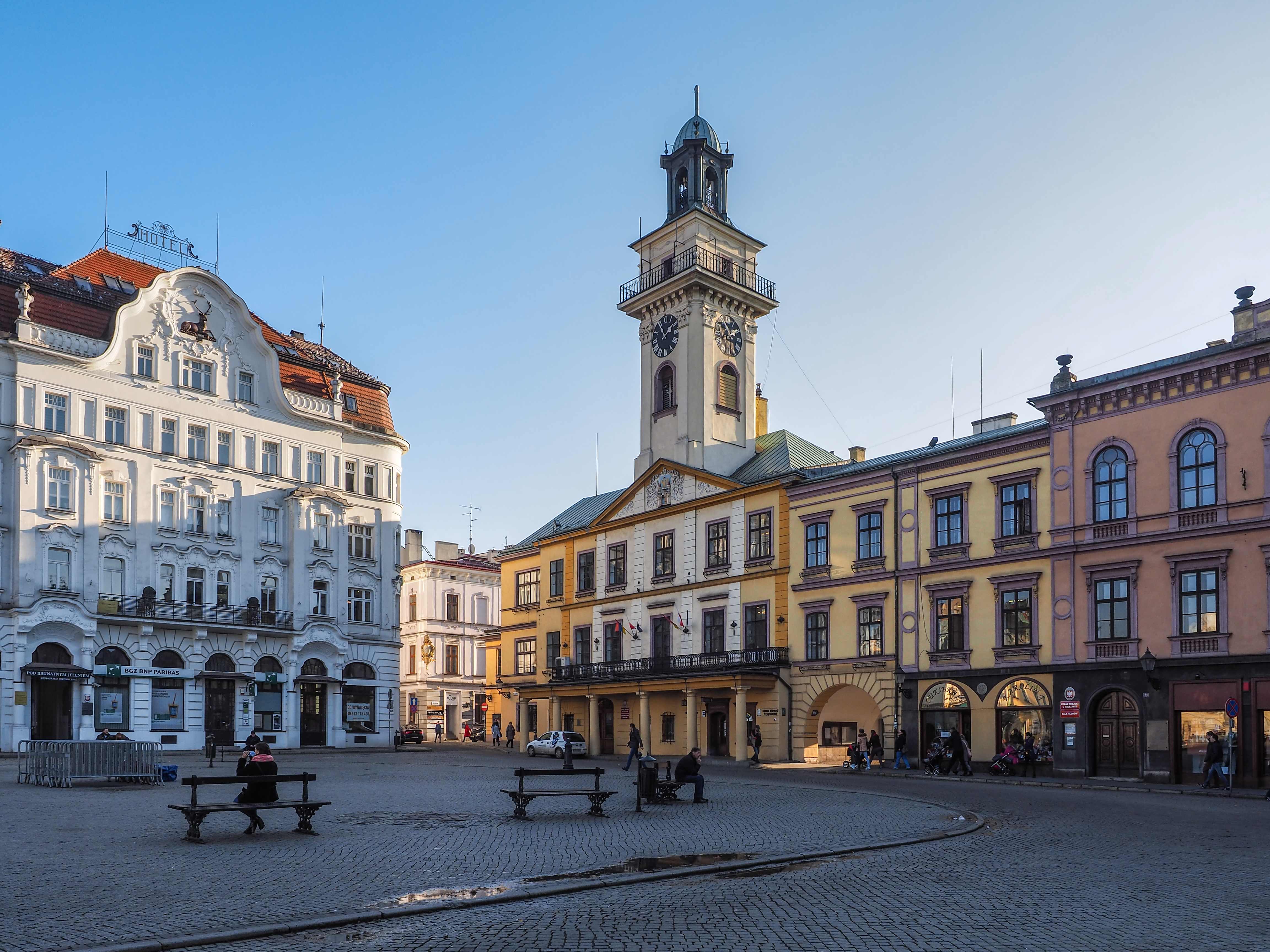
Radnice a hotel U hnědého jelena

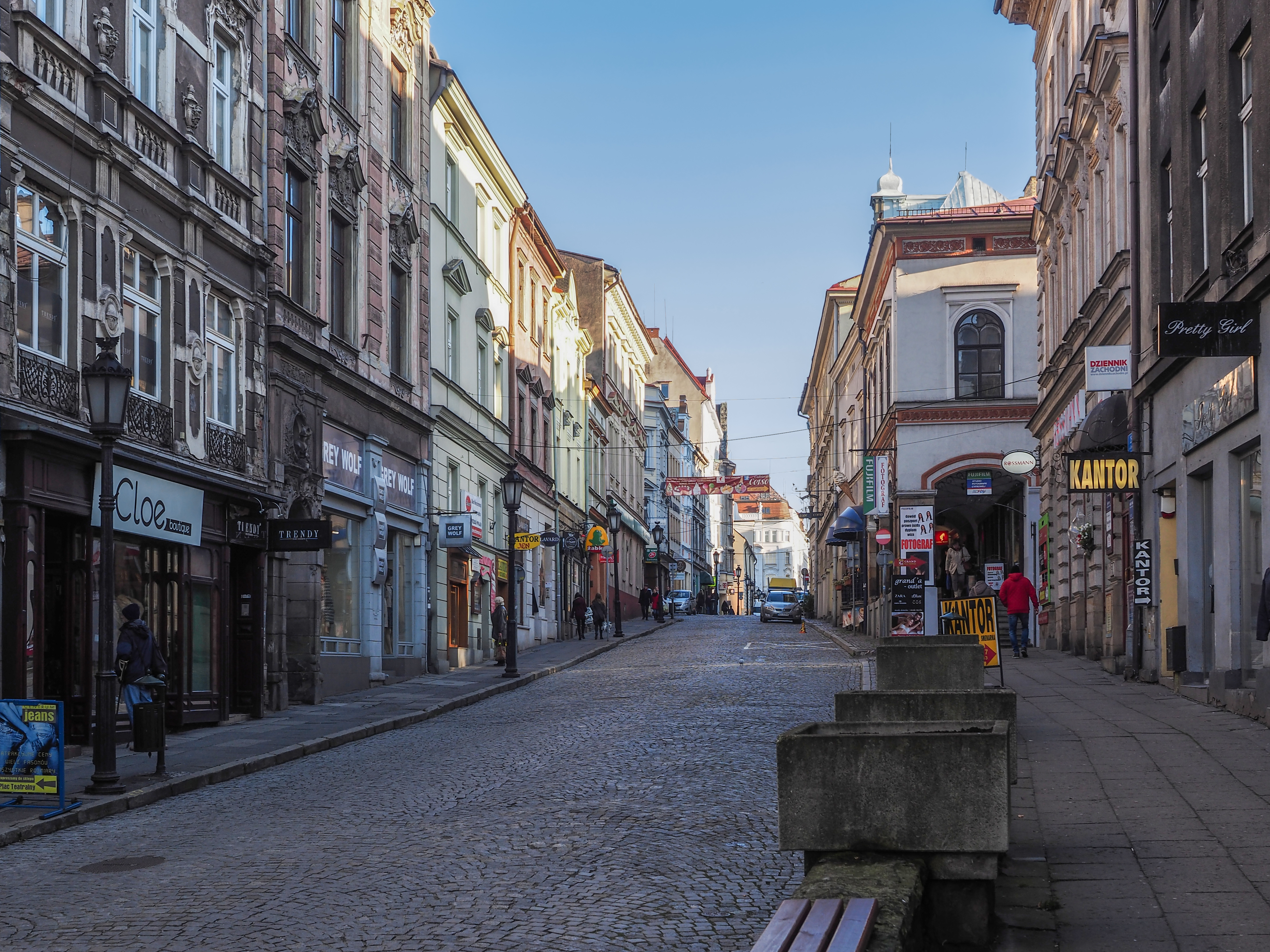
Ulice Głęboka

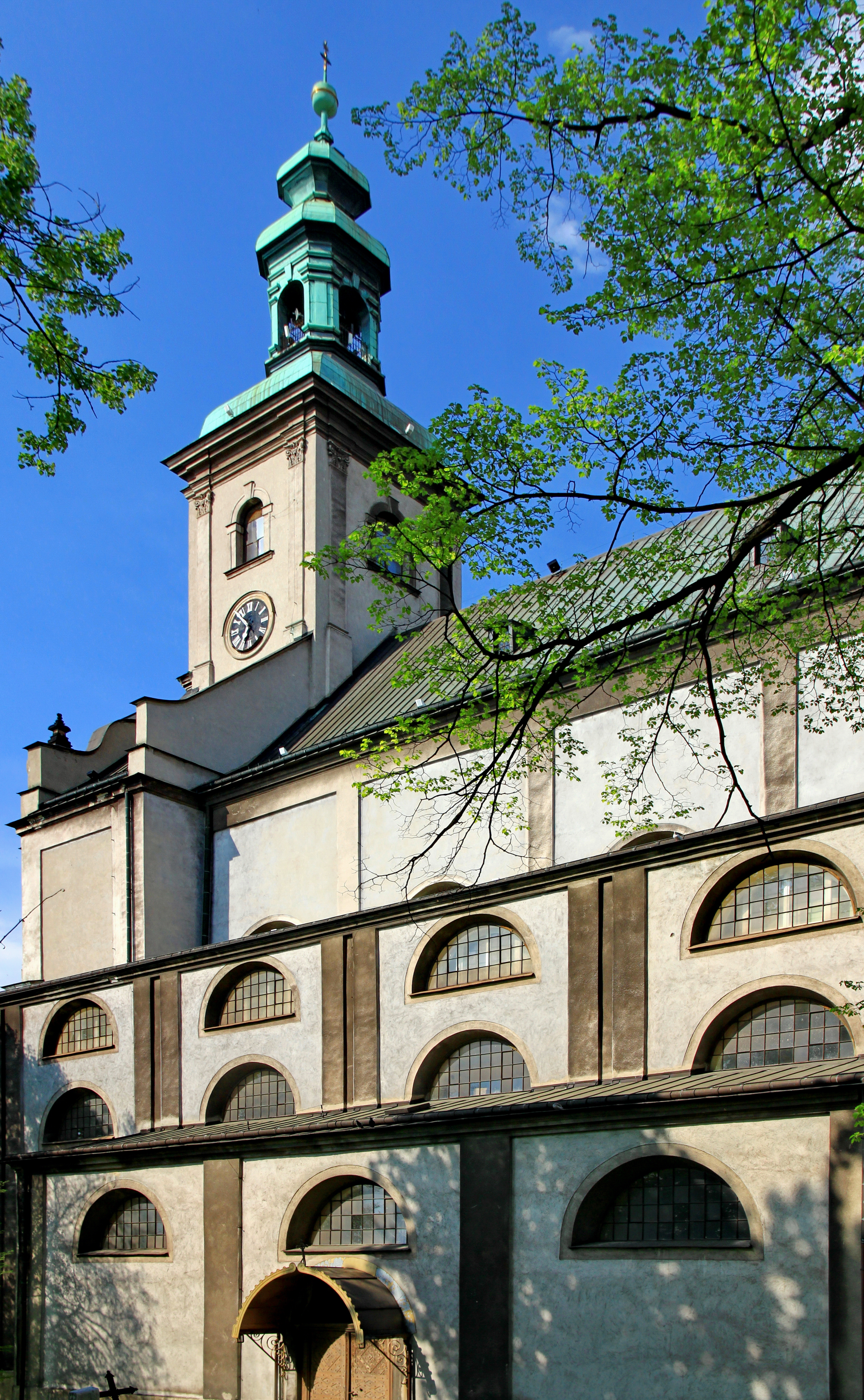
Ježíšův kostel

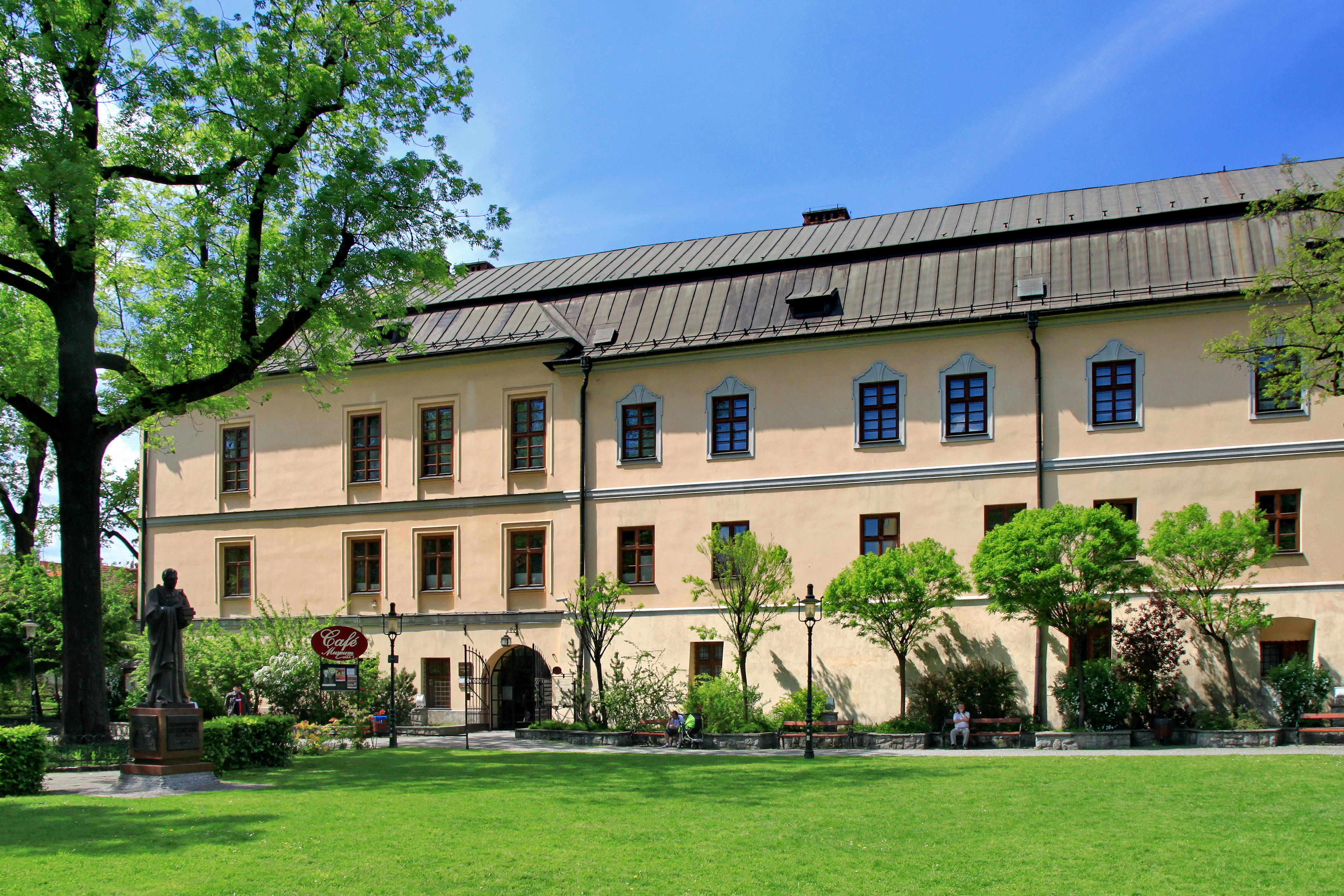
Larischovský palác – Muzeum Těšínského Slezska

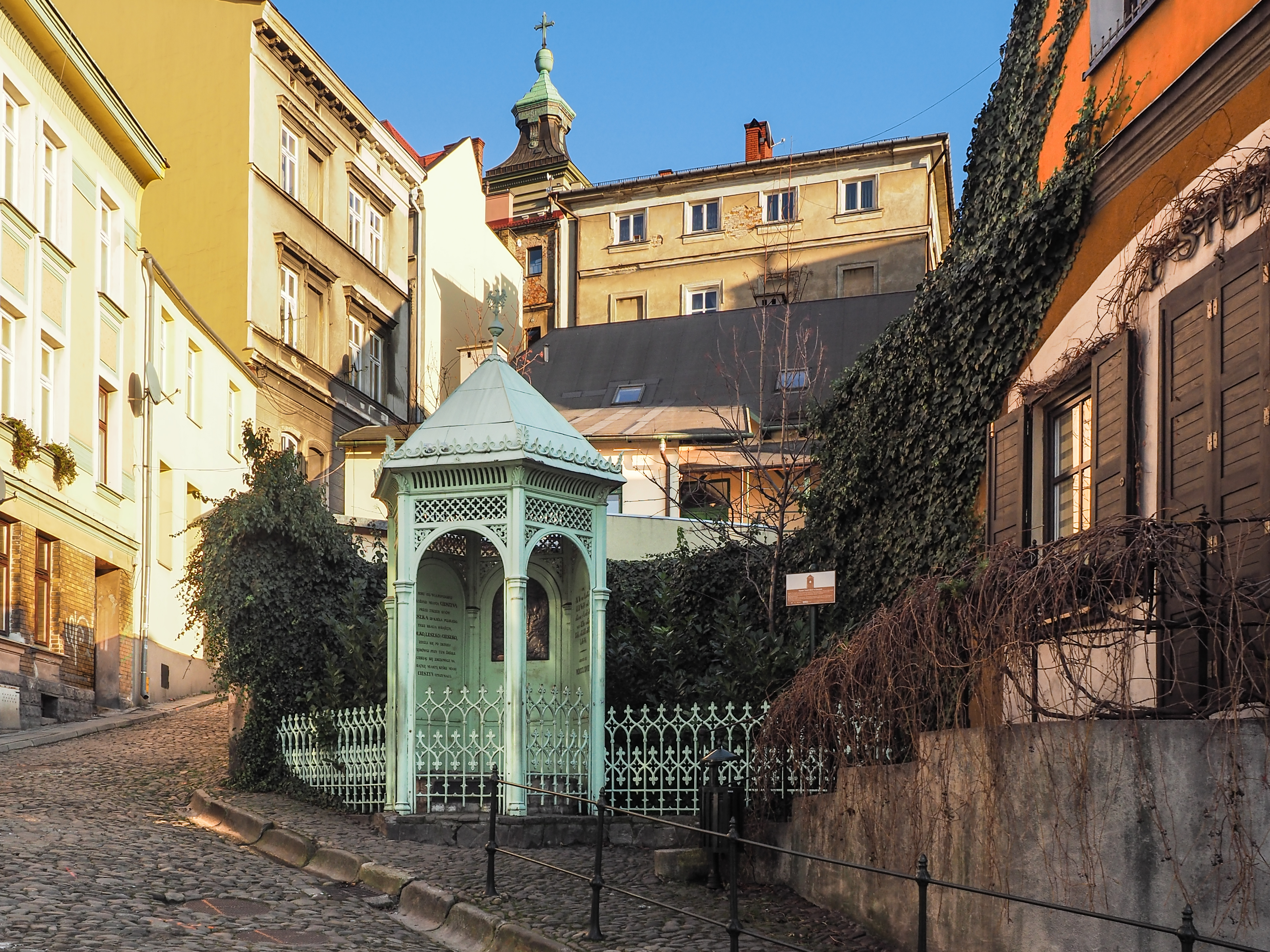
Studna Tří bratří

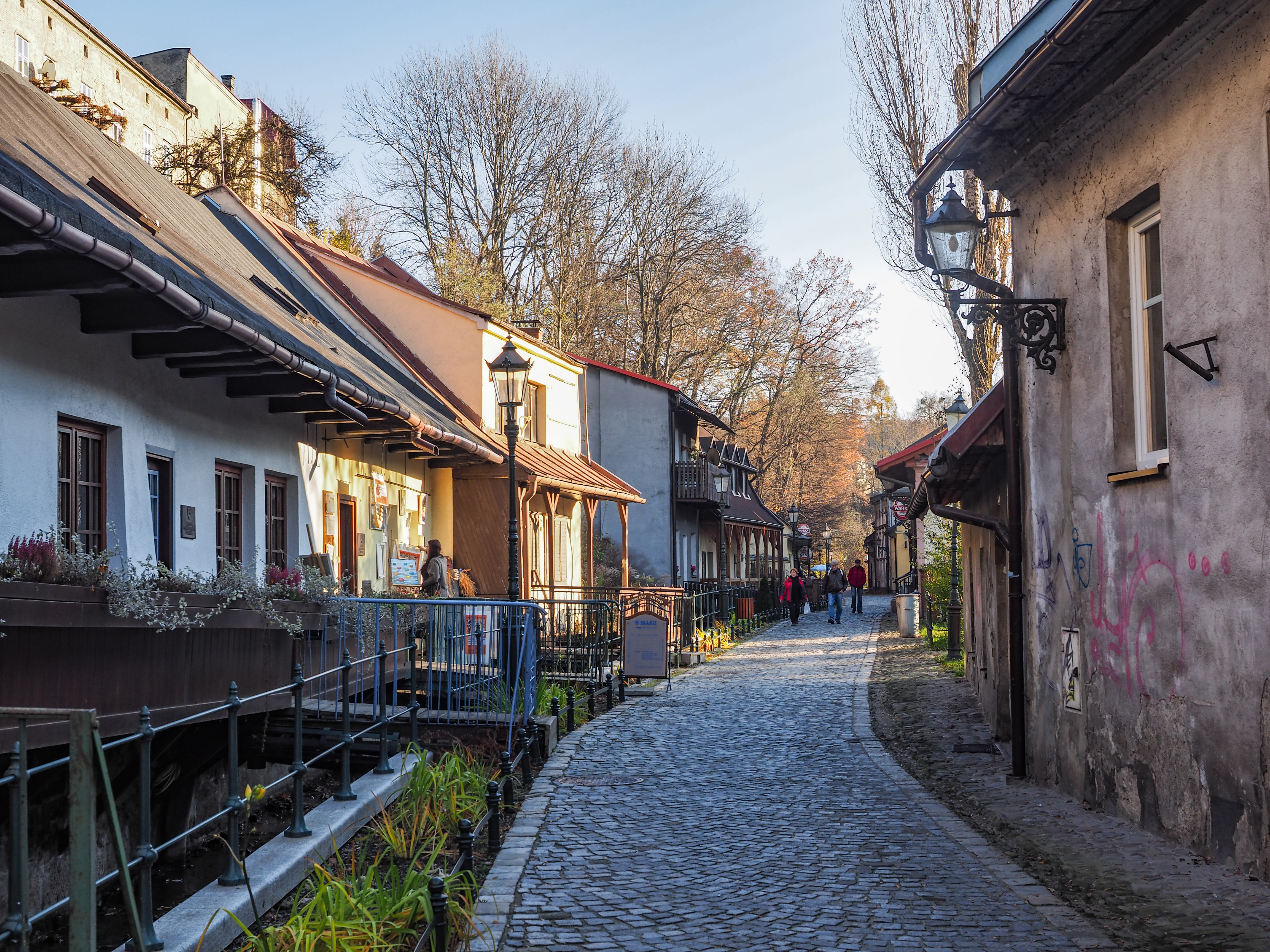
Těšínské Benátky

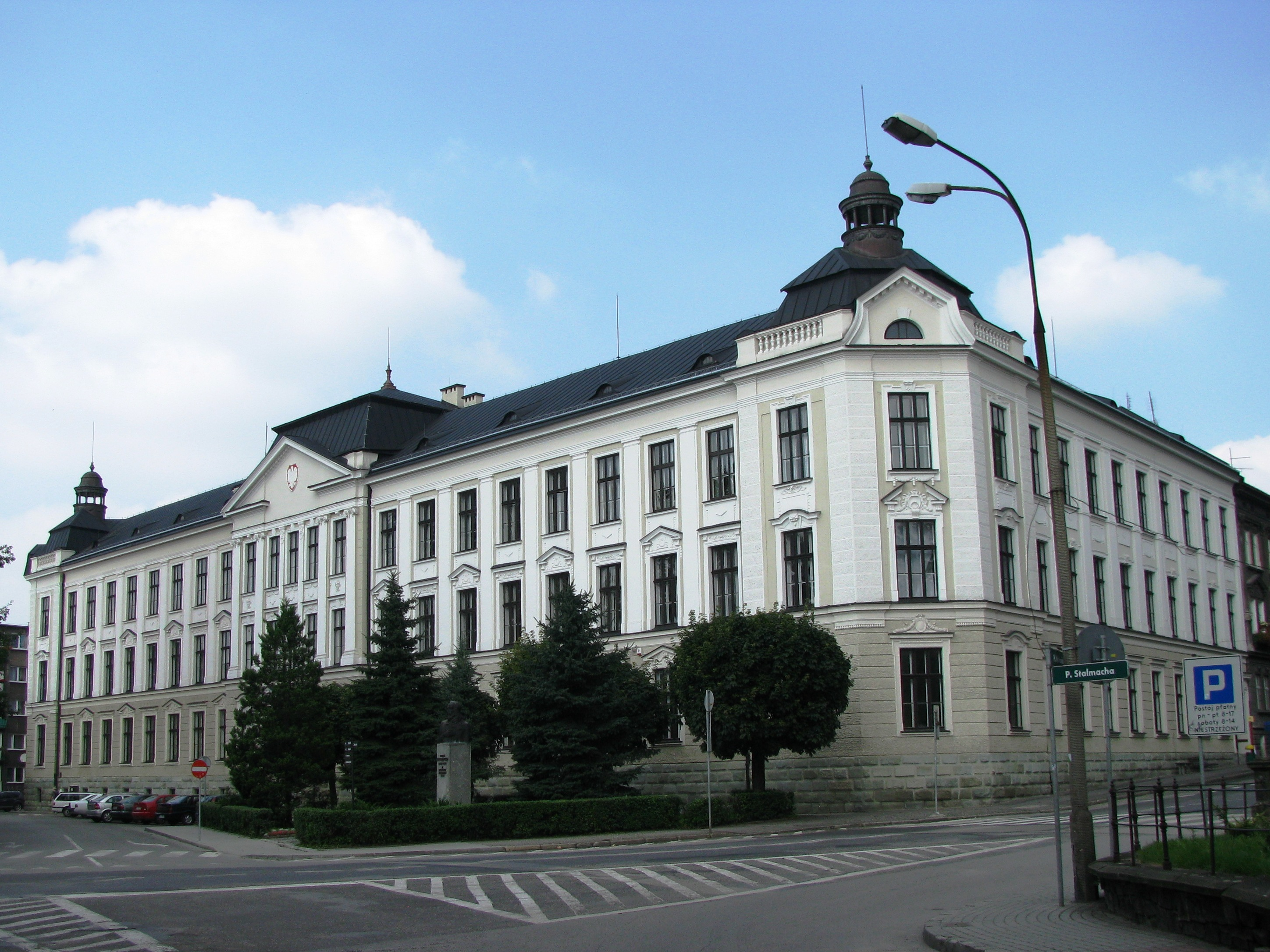
Gymnázium Antoniho Osuchowského

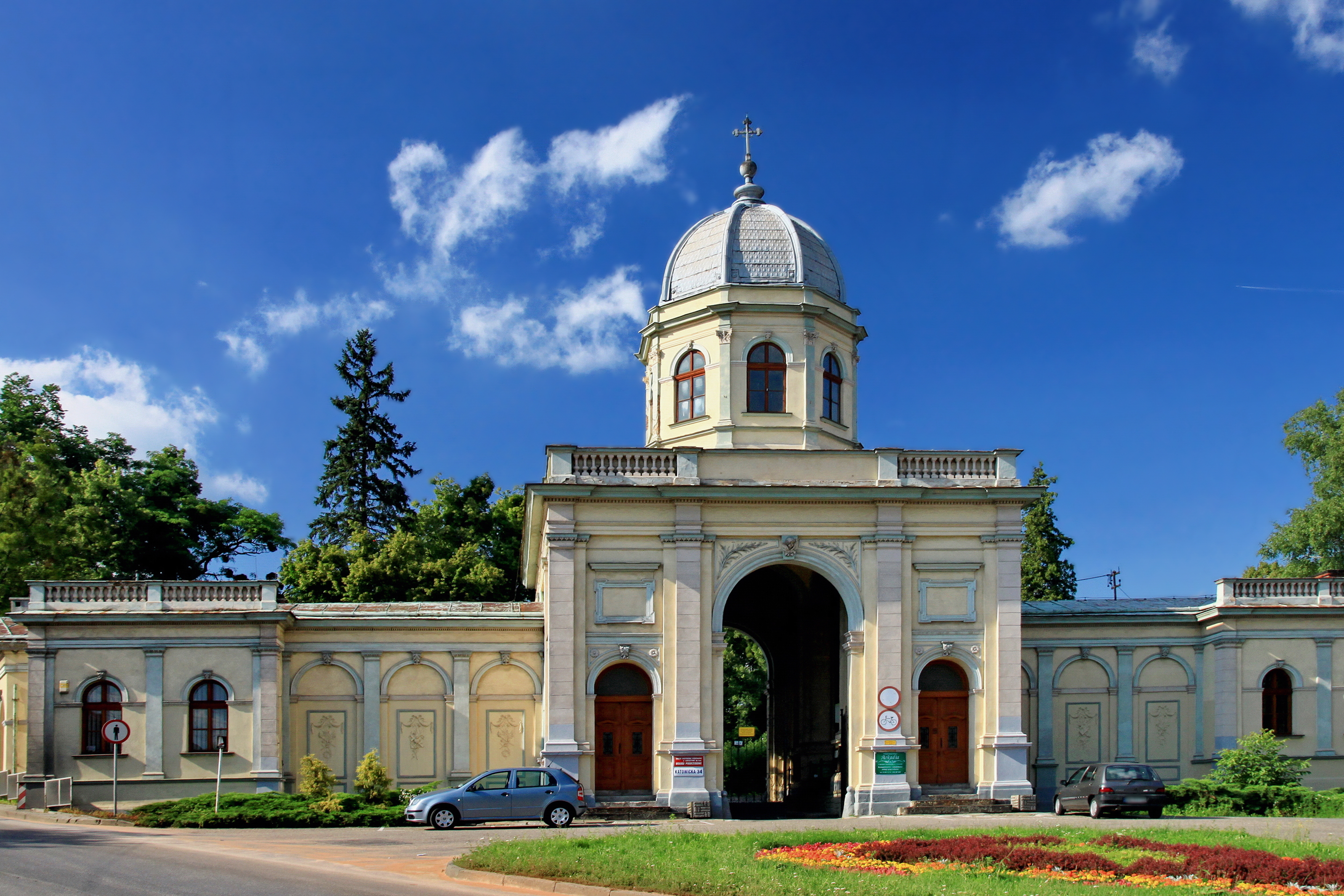
Hlavní brána komunálního hřbitova

- Zámecký vrch (298 m n. m.) – nejstarší část města; zde se rozkládalo původní holasické hradiště a ve 14. století byl postaven gotický hrad, sídlo těšínských knížat zničené během třicetileté války; v 19. století byl areál přestavěn do dnešní podoby;
  - Rotunda svatého Mikuláše a svatého Václava – románská rotunda z 11. nebo 12. století, plnila funkci hradní kaple; architektonická ikona Těšína a celého Slezska, je umístěna na bankovce 20 zlotých; v 90. letech 20. století byla obnovena tradice bohoslužeb v rotundě na svatého Mikuláše 6. prosince;
  - Piastovská věž – gotická obranná věž z 14. století, jediný dochovaný originální pozůstatek hradního opevnění; má 30 metrů a slouží jako rozhledna;
  - Věž poslední obrany – torzo gotického bergfritu rekonstruované v roce 2004;
  - Lovecký zámeček Habsburků – klasicistní budova postavená na místě tzv. dolního hradu v letech 1838–1840 podle návrhu Josepha Kornhäusela; sloužila jako knížecí letní rezidence a sídlo Těšínské komory, v současnosti v ní sídlí hudební škola a kulturní instituce Zamek Cieszyn;
  - Pomník slezským legionářům zvaný těšínská Nike – pomník připomínající padlé vojáky Slezské legie bojující v první světové válce na straně Rakouska-Uherska a také účastníky sedmidenní války; původně odhalený v roce 1934, stržený za druhé světové války a obnovený v roce 2005;
  - Zámecký pivovar – založený v roce 1846 na podnět Karla Ludvíka Rakousko-Těšínského; do roku 2020 spadal pod koncern Heineken a byl známý především značkou Brackie; v současnosti je majetkem malé společnosti Felix Investments a vyrábí 56 různých druhů piva;
- Hlavní náměstí (Rynek) – centrální těšínské náměstí vytyčené za Kazimíra II. v roce 1496; má tvar protáhlého obdélníku o rozměrech 63 x 116 m; uprostřed se nachází barokní kašna se sochou svatého Floriána (1779);
  - Radnice – současnou klasicistní podobu podle návrhu Josepha Kornhäusela získala v roce 1846 při obnově po požáru;
  - Městská spořitelna – novorenesanční budova z roku 1891, nyní sídlo banky ING;
  - Národní dům – eklektická budova z roku 1903, historické sídlo polských kulturních a politických spolku; nyní zde sídlo Těšínské kulturní středisko Dom Narodowy;
  - Hlavní pošta – eklektická budova postavená v roce 1901 na místě alžbětinského kláštera;
  - Konczakowských dům (Rynek 19) – vznikl spojením dvou původně renesančních měšťanských domů při obnově po požáru z roku 1789; pyšní se původními portály ze 16. století a arkádovým nádvořím; rodina Konczakowských dúm vlastnila od roku 1878 a prosl ula zejména velkou soukromou sbírkou zbraní Bruna Konczakowského (1881–1959), která se po jeho smrti stala základem zbrojnice Wawelského hradu;
  - Hotel U Hnědého jelena (Pod Brunatnym Jeleniem) – otevřený v roce 1912, fungoval ve své původní funkci do 90. let 20. století; honosná budova spojuje prvky novobarokní a secesní; v roce 1920 byl sídlem Mezispojenecké plebiscitní komise, která měla připravit plebiscit rozhodující o osudu Těšínska;
- Ulice Głęboka (Hluboká) – hlavní pěší zóna spojující Zámecký vrch a Hlavní náměstí; v ulici Głęboka 1 se nachází jedna ze dvou provozoven potravinářského družstva PSS Społem, kde se prodávají originální těšínské sleďové chlebíčky;
  - Muzeum tiskařství – založené v roce 1996, navazuje na tradice Těšínské tiskárny, která byla svého času druhou největší tiskárnou v rakousko-uherské monarchii; ve svých sbírkách má typografické stroje se sadou písmen, tiskařských matric, tiskařských lisů a knihařských zařízení;
  - Grand Hotel Austria (Głęboka 25) – novorenesanční budova z roku 1880; v minulosti luxusní hotel, nyní víceúčelový dům;
  - Městská knihovna (Głęboka 15) – původně Německý dům (Deutsches Haus), sídlo německých kulturních a politických spolků; budova postavená ve stylu tzv. severní novorenesance v roce 1898; zadní trakt v ulici Trzech Braci (Tří bratří) je nejvyšším domem starého Těšína;
- Kostely a kláštery:
  - Kostel svaté Máři Magdalény – původně dominikánský, po velkém požáru v roce 1789 převzal úlohu katolického farního kostela (starý farní kostel na dnešním Divadelním náměstí vyhořel) a byl přestavěn do současné podoby, jež spojuje prvky gotické s barokně-klasicistní fasádou; je pohřebištěm těšínských Piastovců, dochovala se mj. původní tumba Přemysla I. Nošáka;
  - Ježíšův kostel – nejvýznamnější protestantský chrám Těšína, jeden z šesti tzv. kostelů milosti postavených v habsburském Slezsku na základě altranstädtské konvence; výstavba začala v roce 1710 a byla završena dostavěním věže v roce 1772; na galerii je uložen fond Tschammerovy knihovny a od roku 2009 působí při kostele Muzeum protestantismu;
  - Kostel Nejsvětější Trojice na náměstí Londzina – gotický s renesančním štítem, postavený v roce 1585 jako hřbitovní kaple; v roce 1864 byla přistavěna novogotická věž; hřbitov byl zrušen v druhé polovině 19. století a nahrazen parkem;
  - Klášter milosrdných bratří s kostelem Nanebevzetí Panny Marie na náměstí Londzina – vznikl mezi lety 1697 až 1718, v 19. století přestavěný;
  - Kostel svatého Kříže v ulici Szeroka – původně jezuitský z roku 1707, přestavěný po požáru v roce 1789;
  - Kostel svatého Jiří na Fryštátském předměstí – gotický špitální kostelík z přelomu 14. a 15. století (věž novogotická); sousedí s parkem Liburnia, který byl do roku 1901 městským hřbitovem;
  - Alžbětinský klášter s kostelem svaté Alžběty – novobarokní komplex na rohu ulic Liburnia a Katowicka, který v roce 1903 nahradil starý klášter na Hlavním náměstí;
- Larischovský palác – klasicistní, vznikl spojením a přestavbou dvou měšťanských domů po požáru v roce 1789 a v roce 1839, kdy patřil rodině Saint-Genois, byl rozšířen podle návrhu Josepha Kornhäusela; v letech 1840 až 1918 byl majetkem rodiny Demel, z níž pocházeli dva významní těšínští starostové Johann a Leonhard; od roku 1931 zde sídlí Šeršníkovo muzeum, nejstarší veřejné muzeum v českých zemích založené roku 1802, nyní pod názvem Muzeum Těšínského Slezska (Muzeum Śląska Cieszyńskiego); k paláci přiléhá park Míru (Park Pokoju) – původně zahrada založená na místě hradebního příkopu, kde se v roce 1779 konala recepce pro signatáře těšínské mírové smlouvy, odtud pojmenování; v parku se nachází pomník císaře Josefa II. (1884) a zakladatele muzea Leopolda Scherschnika (2006);
- Těšínská knihovna (Książnica Cieszyńska) – navazuje na tradice knihovny založené Leopoldem Scherschnikem v roce 1801, sídlí v historickém domě Jiřího Bedřicha Bludovského z roku 1719 na Divadelním náměstí (Plac Teatralny) s fasádou přestavěnou do současné novorokokové podoby v roce 1902 a moderně rozšířeným v 90. letech 20. století;
- Těšínská madona – pozdně gotická socha Panny Marie z dílny Petra Parléře ze 60. let 14. století; originál se nachází v Muzeu Těšínského Slezska, kopie je umístěna na náměstí Stary Targ;
- Studna Tří bratří – novogotický altán ve stejnojmenné ulici (Trzech Braci) z roku 1868 zastřešující kašnu, která byla v 19. století prohlášena za místo legendárního založení Těšína bratry Bolkem, Leškem a Těškem v roce 810;
- Nové Město (Nowe Miasto) – ulice v jihovýchodní části historického jádra; požár z roku 1789 ji zasáhl nejméně, a tak se paradoxně nejmladší část centra založená za Václava III. Adama v roce 1545 na místě dominikánských zahrad stala tou s nejstarší dochovanou zástavbou: barokními měšťanskými domy z 18. století;
- Těšínské Benátky – někdejší předměstí koželuhů, tkalců, jirchářů a dalších řemeslníků táhnoucí se podél Mlýnského kanálu (Młynówka) v prostoru mezi historickým jádrem a nábřežím Olše; vzniklo v 17. století, do naší doby se dochoval mlýn z roku 1717 a také řada přízemních chalup, z nichž část je pořád obydlená a část byla adaptována pro restaurace, galerie umění apod.;
- Divadlo Adama Mickiewicze – novobarokní budova městského divadla postavená v roce 1910 podle návrhu ateliéru Ferdinanda Fellnera a Hermanna Helmera; do velkého požáru v roce 1789 stál na tomto místě první farní kostel a později kasárna;
- Okresní soud (Garncarska 8) – novobarokní budova z roku 1906, přiléhá k ní věznice;
- Školní budovy:
  - Gymnázium Antoniho Osuchowského (I Liceum Ogólnokształcące im. Antoniego Osuchowskiego) na rohu náměstí Słowackiego a Wolności – bývalé německé Gymnázium arcivévody Alberta z roku 1909; v letech 1914–1916 v budově sídlil generální štáb rakousko-uherské armády, jejímž velitelem byl Bedřich Rakousko-Těšínský;
  - Koperníkovo gymnázium (II Liceum Ogólnokształcące im. Mikołaja Kopernika) na náměstí Wolności naproti gymnáziu Osuchowského – bývalá dívčí škola lidová a měšťanská, novorenesanční budova z roku 1879 podle návrhu ateliéru Ferdinanda Fellnera a Hermanna Helmera;
  - Katolické gymnázium (Katolickie Liceum Ogólnokształcące im. Melchiora Grodeckiego) na Dominikánském náměstí (Plac Dominikański) – bývalé sídlo Generálního vikariátu vratislavské diecéze pro Rakouské Slezsko, novorenesanční budova z roku 1894;
  - Střední škola ekonomická a gastronomická (Zespół Szkół Ekonomiczno-Gastronomicznych) na náměstí Londzina – bývalá německá reálka z roku 1910;
  - Základní škola č. 1 (Szkoła Podstawowa nr 1) na náměstí Londzina – bývalá městská lidová škola z roku 1906;
  - Evangelická základní škola (Szkoła Podstawowa Towarzystwa Ewangelickiego) – bývalé evangelické gymnázium, novogotická budova z roku 1869; součást souboru budov v blízkosti Ježíšova kostela sloužících evangelicko-augsburské farnosti;
  - Celestinum (Kochanowskiego 14) – klasicistní budova z roku 1824, původně konvikt pro chudou šlechtickou mládež učící se na těšínských školách, nyní matriční úřad;
- Hřbitovy:
  - Komunální hřbitov v ulici Katowicka – založený v roce 1891; v ústřední části se nachází Panteon zasloužilých, kde odpočívají Gustaw Morcinek, Franciszek Popiołek, Józef Londzin, Karol Miarka, Paweł Stalmach, Ignacy Świeży, Leonhard Demel von Elswehr, Władysław Michejda a Ludwik Brożek; dále jsou zde pohřbení mj. Johann Demel von Elswehr, Tadeusz Reger a Jan Michejda;
  - Evangelický hřbitov v ulici Bielska – založený v roce 1887, jsou zde pohřbeni mj. Andrzej Cińciała, Karol Hławiczka a Józef Kiedroń;
  - Starý židovský hřbitov v ulici Hażlaska – původně soukromý hřbitov rodiny Singer, prvních Židů usazených v Těšíně v roce 1631; v roce 1875 prodán židovské obci, poslední pohřeb se konal v roce 1928; dochovalo se 1 576 hrobů, z nichž nejstarší pochází z roku 1686, a také budova obřadní síně z druhé poloviny 19. století, nicméně celý areál je velmi zanedbaný;
  - Nový židovský hřbitov v ulici Hażlaska – nahradil starý hřbitov v roce 1907; poslední pohřeb se konal v roce 1961, poté chátral; v letech 1997–1999 byl částečně renovován; dochovalo se 57 hrobů;
- Přírodní rezervace Městský lesík nad Puncovkou (Lasek Miejski nad Puńcówką) a Městský lesík nad Olší (Lasek Miejski nad Olzą) – zřízené pro ochranu původní dubohabřiny a stanovišť hvězdnatce zubatého, který je zde nazývaný „těšíňanka“ a platí za jeden ze symbolů města;

## Doprava

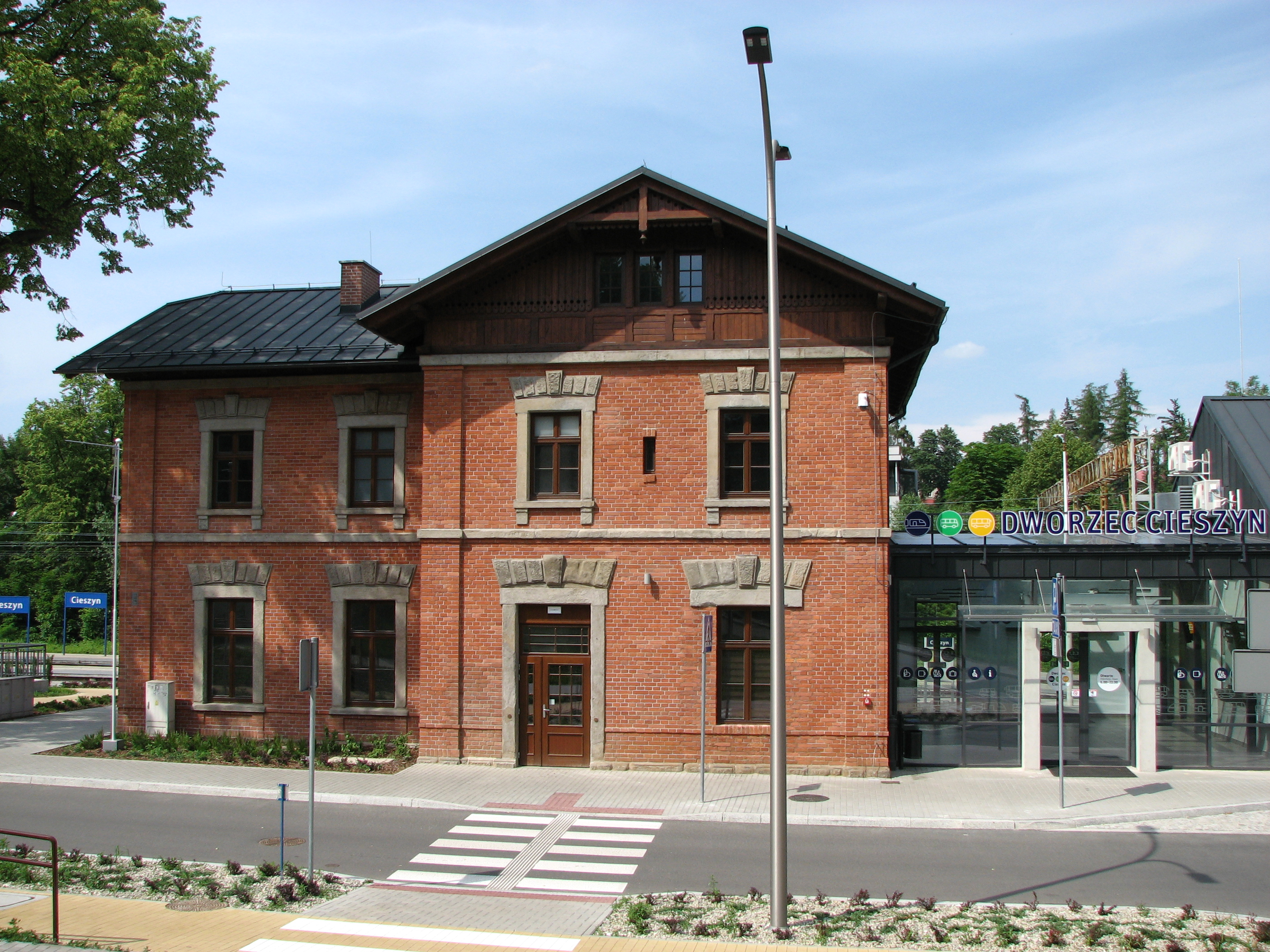
Vlakové nádraží

Železniční stanice Cieszyn je konečnou vlaků Českých drah z Frýdku-Místku (v roce 2021 9 párů na lince ODIS S7 prodloužených z Českého Těšína) a vlaků společnosti Koleje Śląskie (Slezské dráhy) do Katovic (linka S61). Ty druhé projíždějí také zastávkou Cieszyn Marklowice. Provoz na trati do Bílska-Bělé přes Skočov byl zastaven v roce 2009. K prosinci 2021 se počítá s jeho obnovením v úseku Těšín – Skočov a v rámci revitalizace trati má být vybudována nová zastávka Cieszyn Uniwersytet u kampusu Slezské univerzity v Bobrkách.
Těšín je napojen na rychlostní silnici S52, jejímž pokračováním na české straně je dálnice D48. Dále jej s Pawłowicemi a nepřímo s Katovicemi spojuje vojvodská silnice č. 938, od které těsně za hranici města odbočuje vojvodská silnice č. 937 do Jastrzębie-Zdroje.
Komunální podnik ZGK Cieszyn provozuje deset linek MHD, z toho šest obyčejných vnitroměstských, jednu školní a tři příměstské do Hažlachu, Pohvizdova a Kačic. Dále regionální autobusovou dopravu zajišťují soukromí dopravci Wispol, DAS II, Linea Trans a Transbus, kteří se rozdělili o síť okresního dopravního podniku PKS Cieszyn zaniklého v roce 2012. Minibusy Bus Brothers jezdí z Těšína do Katovic a autobusy Lajkonik do Krakova. Přeshraniční autobusová doprava není vůbec provozována. V roce 2018 bylo dokončeno moderní přestupní centrum u vlakového nádraží, které nahradilo původní autobusové stanoviště, na jehož místě vyrostlo obchodní centrum Galeria Stela.

## Rodáci
- Adam Christian Agricola (1593–1645) – evangelický kazatel
- Herbert Czaja (1914–1997) – politik německé Křesťanskodemokratické unie (CDU), předseda Svazu vyhnanců v letech 1970–1994
- Johann Demel von Elswehr (1825–1892) – právník a politik, starosta Těšína v letech 1861–1891, otec Leonharda Demela von Elswehr
- Leonhard Demel von Elswehr (1856–1915) – právník a politik, starosta Těšína v letech 1892–1908 a 1913–1915, syn Johanna Demela von Elswehr
- Eugen Fridrich Fulda (1872–1942) – architekt, sehrál klíčovou roli při výstavbě městského centra Českého Těšína ve 20. a 30. letech
- Melichar Grodecký (1584–1619) – mučedník katolické církve, světec
- Hermann Heller (1891–1933) – právník a filozof, zavedl pojem „sociální právní stát“ (sozialer Rechtstaat)
- Ireneusz Jeleń (* 1981) – fotbalista
- Carl Friedrich Kotschy (1789–1856) – evangelický kněz, botanik, badatel flóry Slezských Beskyd
- Jerzy Kronhold (* 1946) – básník, kulturní aktivista diplomat, dvakrát generální konzul Polska v Ostravě
- Richard Pipes (1923–2018) – historik, odborník na ruské dějiny, poradce Ronalda Reagana pro Sovětský svaz a východní Evropu
- Rudolf Ramek (1881–1941) – politik rakouské Křesťanskosociální strany, rakouský spolkový kancléř v letech 1924–1926
- Max Rostal (1905–1991) – houslista
- Jerzy Samiec (* 1963) – evangelický kněz, od roku 2009 hlava Evangelicko-augsburské církve v Polské republice, od roku 2016 předseda Polské ekumenické rady
- Leopold Scherschnik (1747–1814) – katolický kněz, jezuita, knihomil a propagátor vědy, zakladatel nejstaršího veřejného muzea v českých zemích a Těšínské knihovny
- Alois von Spens-Booden (1835–1919) – rakousko-uherský státní úředník a politik, ministr spravedlnosti Předlitavska v letech 1900–1902
- Jiří Třanovský (1592–1637) – evangelický kněz, básník a hudební skladatel, autor kancionálu Cithara sanctorum
- Viktor Ullmann (1898–1944) – hudební skladatel, klavírista a dirigent
- Kurt Weber (1928–2015) – kameraman a filmový režisér
- Piotr Żyła (* 1987) – skokan na lyžích

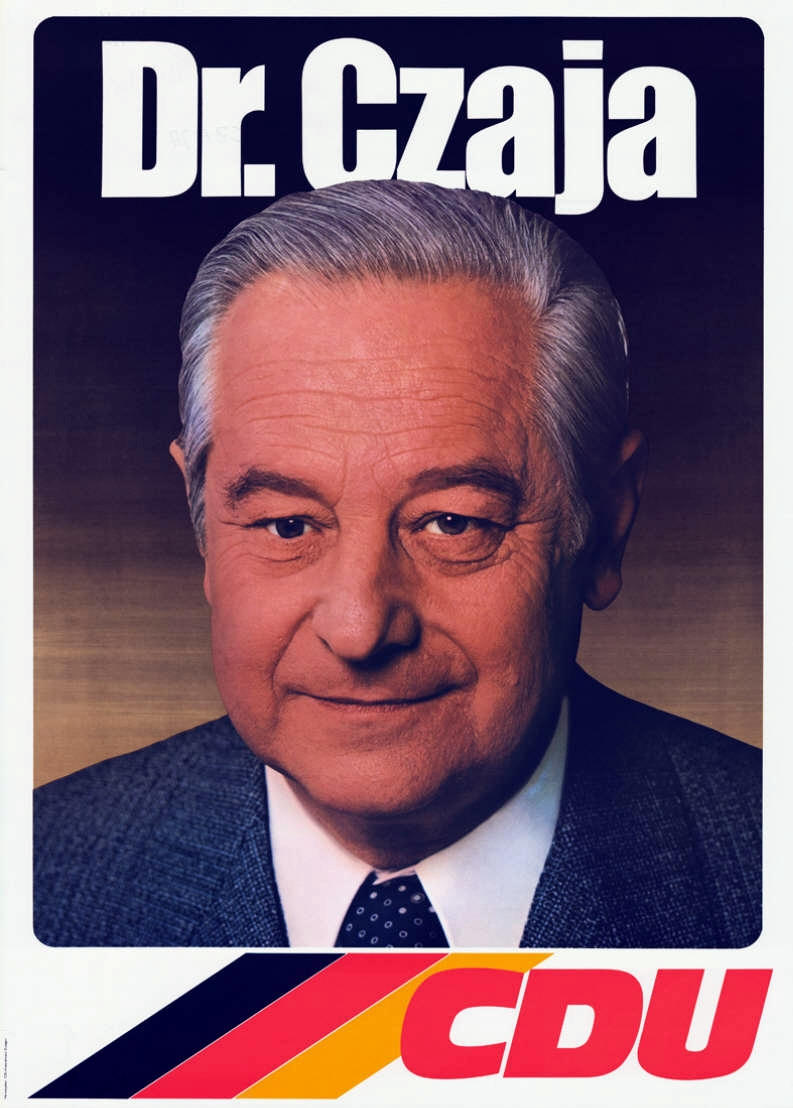
Herbert Czaja
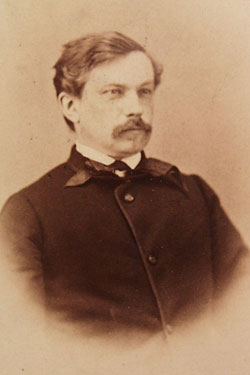
Johann Demel von Elswehr
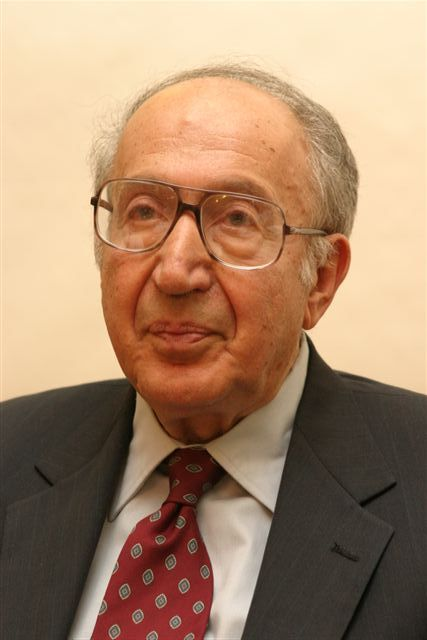
Richard Pipes
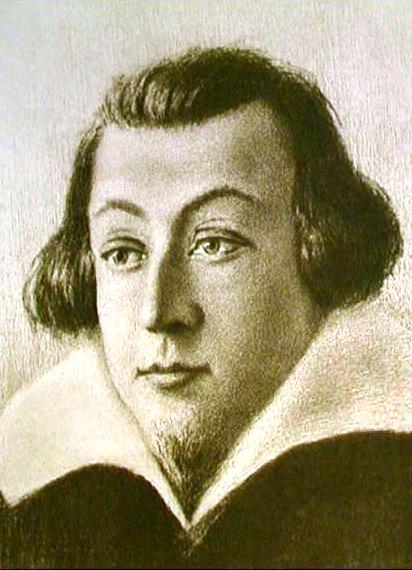
Jiří Třanovský
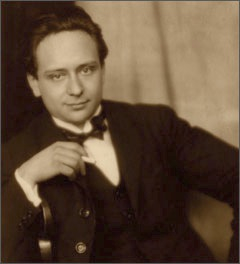
Viktor Ullmann
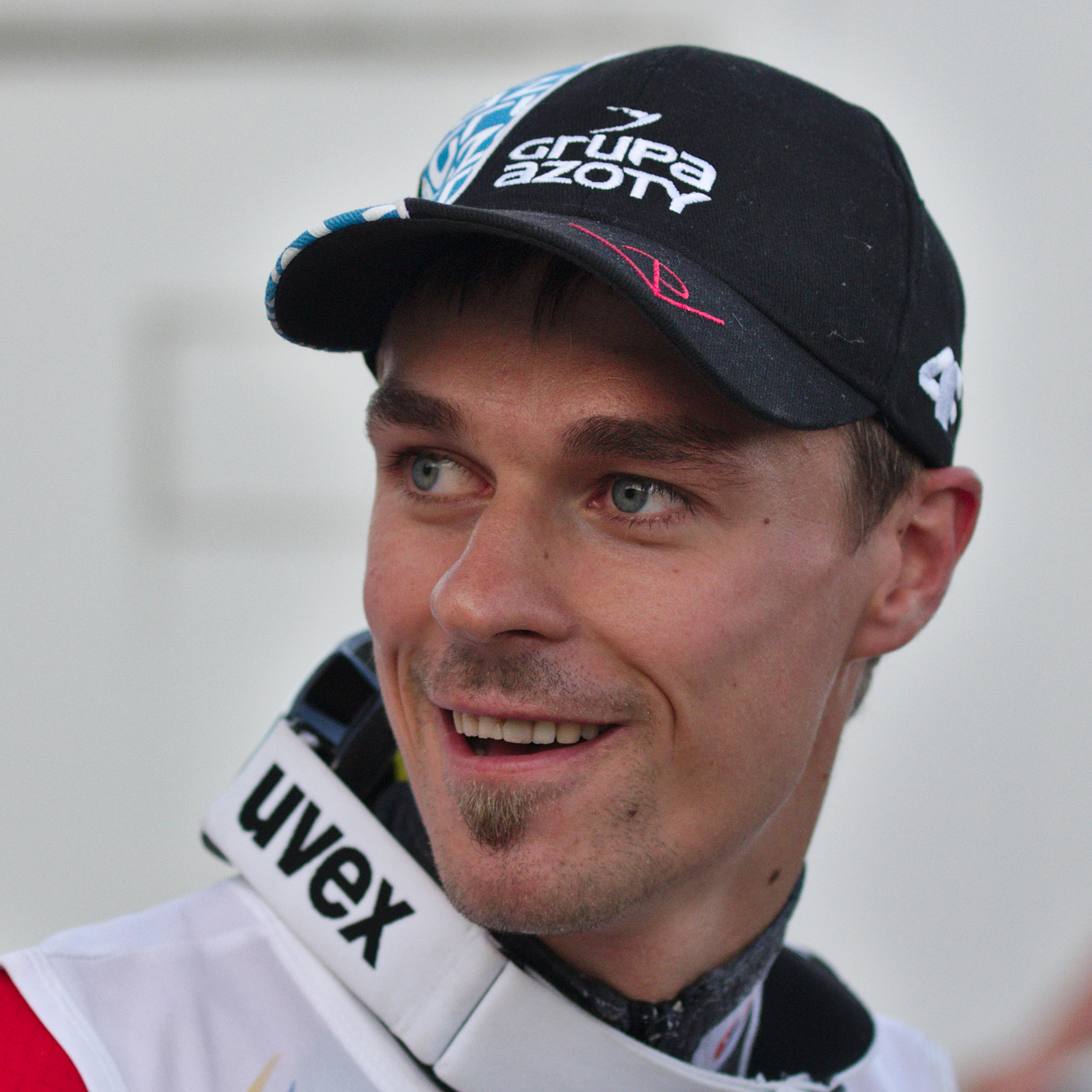
Piotr Żyła

## Partnerská města
- Balčik, Bulharsko
- Cambrai, Francie
- Český Těšín, Česko
- Genk, Belgie
- Puck, Polsko
- Rožňava, Slovensko
- Teuva, Finsko